# Световно първенство по шахмат 1978
Световното първенство по шахмат през 1978 г. се провежда под формата на финален мач между действащия световен шампион Анатолий Карпов и победителя в мачовете на претендентите Виктор Корчной от 18 юли до 18 октомври 1978 г. в Багио, Филипините. Той е предшестван от предварителни квалификационни етапи:
- зонални турнири,
- междузонални турнири през 1976 г. в Манила и Бил,
- мачове на претендентите през 1977/1978 г.

Карпов печели 6 победи, срещу 5 на Корчной и 21 ремита и запазва титлата си.
Главен съдия на мача е немецът Лотар Шмид (ФРГ), а от 28 септември – Мирослав Филип (Чехословакия). 

## Квалификации

### Турнири
Призьорите от зоналните турнири играят в 2 междузонални турнира през 1976 г. в Манила и Бил.
Първите трима от всеки междузонален турнир, изгубилият (служебно) предишния мач за шампионската титла Роберт Фишер и финалистът от предходния мач на претендентите Виктор Корчной получават право да играят мачове на претендентите с директни елиминации. Фишер отказва да играе и неговото място заема Борис Спаски – участник в полуфиналния мач на претендентите от цикъла 1973 – 1975 г.

### Мачове на претендентите
Осемте претендента по двойки играят четвъртфинални мачове от 12 партии в различни градове от февруари 1977 до април 1978 г.:
- Виктор Корчной – Тигран Петросян 6,5 – 5,5
- Лев Полугаевски – Енрике Мекинг 6,5 – 5,5
- Борис Спаски – Властимил Хорт 6 – 6, след продължения 8,5 – 7,5
- Лайош Портиш – Бент Ларсен 6,5 – 3,5

Полуфиналните се играят мачове от 16 партии през юли – август 1977 г.:
- Виктор Корчной – Лев Полугаевски 8,5 – 4,5
- Борис Спаски – Лайош Портиш 8,5 – 6,5

Финалният мач на претендентите е до 20 партии в Белград от ноември 1977 до януари 1978 г.:
- Виктор Корчной – Борис Спаски 10,5 – 7,5.

Двубоят започва много успешно за Корчной и той повежда със 7,5 – 2,5 след първите 10 игри. Тогава Спаски обръща развоя и побеждава последователно в 4 партии, като намалява пасива до 1 точка. Корчной издейства смяна на помещението за игра през втората част на срещата и спечелва още 2 партии, а с това и мача с +7, -4, =9. Корчной е победител в квалификациите и получава правото на мач за титлата с шампиона Карпов. 

## Мач за титлата

### Регламент
Карпов играе като действащ световен шампион (ЕЛО 2725), а Корчной – като победител сред кандидатите (ЕЛО 2665).
Регламентът на мача за титлата е: игра до 6 победи без ограничение на броя на партиите, в случай на поражение изгубилият шампион имат право на мач реванш. Това е първият мач от този през 1948 година, в който победител е състезателят спечелил първи шест партии. Правото на мач реванш е възстановено след като е премахнато през 1963 година. 

### Спорове
Мачът за световната титла през 1978 г. е един от най-странните в историята на световните първенства по шахмат.
По време на кандидатския турнир Корчной е емигрирал от СССР и живее в Холандия и Швейцария, но противниците му оспорват правото му да се състезава за тези страни, затова участва в мачовете от кандидатския турнир и на финалния мач без флагче на масата. 
По време на първите няколко партии Корчной носи огледални слънчеви очила, защото по време на мача му с Карпов от кандидатския турнир през 1974 г. е бил притесняван от навика на Карпов да се взира в него. Карпов подава жалба против очилата, които според него отблясват светлината към очите му, но след деветата партия съдиите отхвърлят жалбата му. 
По време на втората партия Корчной подава жалба относно кисело мляко с виолетов цвят, което е дадено на Карпов на 25-и ход, защото счита, че по този начин е подадено и съобщение за Карпов. 
Друг повод за жалба са столовете. Карпов подава молба столът на Корчной да бъде изследван за помощни средства. Такива не са намерени. Корчной подава жалба срещу въртенето на стола на Карпов и съдиите отсъждат в полза на Корчной, че „въртенето на стола и стоенето зад него не са позволени“. 
Най-големите полемики са около професора по психология д-р Владимир Зухар – от екипа на Карпов. Екипът на Корчной подава няколко жалби срещу Карпов поради парапсихологически способности на Зухар, който въздейства по негативен начин на Корчной. В отговор Корчной добавя към екипа си собствен парапсихолог-хипнотизатор. Съдиите отсъждат неколкократно в полза на всеки от играчите. 
Карпов отказва да се ръкостиска с Корчной, а Корчной настоява в отговор ремитата да не се предлагат директно на съперника, а посредством съдията. 
От 18-ата партия Корчной добавя към екипа си двама членове на индийска секта, съдени за убийство, които го подкрепят посредством медитация и неутрализиране на парапсихолога на Карпов. Две партии по-късно им е забранено да влизат в залата за игра и да стоят в хотела на Корчной. 

### Резултати
Карпов и Корчной играят общо 32 партии. С 3 победи в 5 партии от 13-ата до 17-ата Карпов повежда с 4 – 1. От следващите 9 игри 8 завършват наравно и Корчной намалява на 2 – 4. Четири от последните 5 партии са резултатни: в 27-ата Карпов печели и при резултат 5 – 2 се доближава само на 1 точка от победата. След това обаче Корчной извършва обрат като в 4 партии постига 3 победи и изравнява резултата – 5 – 5. Решаващата 32-ра партия е отложена в спечелена позиция за Карпов. На следващата сутрин Корчной отказва да продължи партията, но отказва и да подпише листа с резултата. По-късно същата година, по време на Шахматната олимпиада в Буенос Айрес резултатът е признат за официален. Карпов печели мача с 6 – 5 и остава световен шампион. Шахматният Оскар за годината обаче е даден на Корчной.
|                 | 1 | 2 | 3 | 4 | 5 | 6 | 7 | 8 | 9 | 10 | 11 | 12 | 13 | 14 | 15 | 16 | 17 | 18 | 19 | 20 | 21 | 22 | 23 | 24 | 25 | 26 | 27 | 28 | 29 | 30 | 31 | 32 | Победи |
| --------------- | - | - | - | - | - | - | - | - | - | -- | -- | -- | -- | -- | -- | -- | -- | -- | -- | -- | -- | -- | -- | -- | -- | -- | -- | -- | -- | -- | -- | -- | ------ |
| Анатолий Карпов | = | = | = | = | = | = | = | 1 | = | =  | 0  | =  | 1  | 1  | =  | =  | 1  | =  | =  | =  | 0  | =  | =  | =  | =  | =  | 1  | 0  | 0  | =  | 0  | 1  | 6      |
| Виктор Корчной  | = | = | = | = | = | = | = | 0 | = | =  | 1  | =  | 0  | 0  | =  | =  | 0  | =  | =  | =  | 1  | =  | =  | =  | =  | =  | 0  | 1  | 1  | =  | 1  | 0  | 5      |

### Избрани партии
|   | a | b | c | d | e | f | g | h |   |
| 8 | черна дама на бяло поле a8 · черен топ на черно поле f8 · черен офицер на бяло поле b7 · черен кон на черно поле c7 · черна пешка на черно поле e7 · черна пешка на бяло поле f7 · черен цар на черно поле g7 · черна пешка на бяло поле h7 · черна пешка на черно поле d6 · черен кон на черно поле f6 · черна пешка на бяло поле g6 · черна пешка на бяло поле b5 · черна пешка на черно поле c5 · бяла пешка на бяло поле d5 · черен топ на бяло поле a4 · бяла пешка на бяло поле e4 · бяла пешка на черно поле c3 · бял офицер на бяло поле d3 · бяла дама на черно поле e3 · бял кон на бяло поле f3 · бял кон на черно поле g3 · бяла пешка на бяло поле h3 · бяла пешка на черно поле b2 · бяла пешка на черно поле f2 · бяла пешка на бяло поле g2 · бял топ на бяло поле d1 · бял топ на черно поле e1 · бял цар на черно поле g1 | черна дама на бяло поле a8 · черен топ на черно поле f8 · черен офицер на бяло поле b7 · черен кон на черно поле c7 · черна пешка на черно поле e7 · черна пешка на бяло поле f7 · черен цар на черно поле g7 · черна пешка на бяло поле h7 · черна пешка на черно поле d6 · черен кон на черно поле f6 · черна пешка на бяло поле g6 · черна пешка на бяло поле b5 · черна пешка на черно поле c5 · бяла пешка на бяло поле d5 · черен топ на бяло поле a4 · бяла пешка на бяло поле e4 · бяла пешка на черно поле c3 · бял офицер на бяло поле d3 · бяла дама на черно поле e3 · бял кон на бяло поле f3 · бял кон на черно поле g3 · бяла пешка на бяло поле h3 · бяла пешка на черно поле b2 · бяла пешка на черно поле f2 · бяла пешка на бяло поле g2 · бял топ на бяло поле d1 · бял топ на черно поле e1 · бял цар на черно поле g1 | черна дама на бяло поле a8 · черен топ на черно поле f8 · черен офицер на бяло поле b7 · черен кон на черно поле c7 · черна пешка на черно поле e7 · черна пешка на бяло поле f7 · черен цар на черно поле g7 · черна пешка на бяло поле h7 · черна пешка на черно поле d6 · черен кон на черно поле f6 · черна пешка на бяло поле g6 · черна пешка на бяло поле b5 · черна пешка на черно поле c5 · бяла пешка на бяло поле d5 · черен топ на бяло поле a4 · бяла пешка на бяло поле e4 · бяла пешка на черно поле c3 · бял офицер на бяло поле d3 · бяла дама на черно поле e3 · бял кон на бяло поле f3 · бял кон на черно поле g3 · бяла пешка на бяло поле h3 · бяла пешка на черно поле b2 · бяла пешка на черно поле f2 · бяла пешка на бяло поле g2 · бял топ на бяло поле d1 · бял топ на черно поле e1 · бял цар на черно поле g1 | черна дама на бяло поле a8 · черен топ на черно поле f8 · черен офицер на бяло поле b7 · черен кон на черно поле c7 · черна пешка на черно поле e7 · черна пешка на бяло поле f7 · черен цар на черно поле g7 · черна пешка на бяло поле h7 · черна пешка на черно поле d6 · черен кон на черно поле f6 · черна пешка на бяло поле g6 · черна пешка на бяло поле b5 · черна пешка на черно поле c5 · бяла пешка на бяло поле d5 · черен топ на бяло поле a4 · бяла пешка на бяло поле e4 · бяла пешка на черно поле c3 · бял офицер на бяло поле d3 · бяла дама на черно поле e3 · бял кон на бяло поле f3 · бял кон на черно поле g3 · бяла пешка на бяло поле h3 · бяла пешка на черно поле b2 · бяла пешка на черно поле f2 · бяла пешка на бяло поле g2 · бял топ на бяло поле d1 · бял топ на черно поле e1 · бял цар на черно поле g1 | черна дама на бяло поле a8 · черен топ на черно поле f8 · черен офицер на бяло поле b7 · черен кон на черно поле c7 · черна пешка на черно поле e7 · черна пешка на бяло поле f7 · черен цар на черно поле g7 · черна пешка на бяло поле h7 · черна пешка на черно поле d6 · черен кон на черно поле f6 · черна пешка на бяло поле g6 · черна пешка на бяло поле b5 · черна пешка на черно поле c5 · бяла пешка на бяло поле d5 · черен топ на бяло поле a4 · бяла пешка на бяло поле e4 · бяла пешка на черно поле c3 · бял офицер на бяло поле d3 · бяла дама на черно поле e3 · бял кон на бяло поле f3 · бял кон на черно поле g3 · бяла пешка на бяло поле h3 · бяла пешка на черно поле b2 · бяла пешка на черно поле f2 · бяла пешка на бяло поле g2 · бял топ на бяло поле d1 · бял топ на черно поле e1 · бял цар на черно поле g1 | черна дама на бяло поле a8 · черен топ на черно поле f8 · черен офицер на бяло поле b7 · черен кон на черно поле c7 · черна пешка на черно поле e7 · черна пешка на бяло поле f7 · черен цар на черно поле g7 · черна пешка на бяло поле h7 · черна пешка на черно поле d6 · черен кон на черно поле f6 · черна пешка на бяло поле g6 · черна пешка на бяло поле b5 · черна пешка на черно поле c5 · бяла пешка на бяло поле d5 · черен топ на бяло поле a4 · бяла пешка на бяло поле e4 · бяла пешка на черно поле c3 · бял офицер на бяло поле d3 · бяла дама на черно поле e3 · бял кон на бяло поле f3 · бял кон на черно поле g3 · бяла пешка на бяло поле h3 · бяла пешка на черно поле b2 · бяла пешка на черно поле f2 · бяла пешка на бяло поле g2 · бял топ на бяло поле d1 · бял топ на черно поле e1 · бял цар на черно поле g1 | черна дама на бяло поле a8 · черен топ на черно поле f8 · черен офицер на бяло поле b7 · черен кон на черно поле c7 · черна пешка на черно поле e7 · черна пешка на бяло поле f7 · черен цар на черно поле g7 · черна пешка на бяло поле h7 · черна пешка на черно поле d6 · черен кон на черно поле f6 · черна пешка на бяло поле g6 · черна пешка на бяло поле b5 · черна пешка на черно поле c5 · бяла пешка на бяло поле d5 · черен топ на бяло поле a4 · бяла пешка на бяло поле e4 · бяла пешка на черно поле c3 · бял офицер на бяло поле d3 · бяла дама на черно поле e3 · бял кон на бяло поле f3 · бял кон на черно поле g3 · бяла пешка на бяло поле h3 · бяла пешка на черно поле b2 · бяла пешка на черно поле f2 · бяла пешка на бяло поле g2 · бял топ на бяло поле d1 · бял топ на черно поле e1 · бял цар на черно поле g1 | черна дама на бяло поле a8 · черен топ на черно поле f8 · черен офицер на бяло поле b7 · черен кон на черно поле c7 · черна пешка на черно поле e7 · черна пешка на бяло поле f7 · черен цар на черно поле g7 · черна пешка на бяло поле h7 · черна пешка на черно поле d6 · черен кон на черно поле f6 · черна пешка на бяло поле g6 · черна пешка на бяло поле b5 · черна пешка на черно поле c5 · бяла пешка на бяло поле d5 · черен топ на бяло поле a4 · бяла пешка на бяло поле e4 · бяла пешка на черно поле c3 · бял офицер на бяло поле d3 · бяла дама на черно поле e3 · бял кон на бяло поле f3 · бял кон на черно поле g3 · бяла пешка на бяло поле h3 · бяла пешка на черно поле b2 · бяла пешка на черно поле f2 · бяла пешка на бяло поле g2 · бял топ на бяло поле d1 · бял топ на черно поле e1 · бял цар на черно поле g1 | 8 |
| 7 | черна дама на бяло поле a8 · черен топ на черно поле f8 · черен офицер на бяло поле b7 · черен кон на черно поле c7 · черна пешка на черно поле e7 · черна пешка на бяло поле f7 · черен цар на черно поле g7 · черна пешка на бяло поле h7 · черна пешка на черно поле d6 · черен кон на черно поле f6 · черна пешка на бяло поле g6 · черна пешка на бяло поле b5 · черна пешка на черно поле c5 · бяла пешка на бяло поле d5 · черен топ на бяло поле a4 · бяла пешка на бяло поле e4 · бяла пешка на черно поле c3 · бял офицер на бяло поле d3 · бяла дама на черно поле e3 · бял кон на бяло поле f3 · бял кон на черно поле g3 · бяла пешка на бяло поле h3 · бяла пешка на черно поле b2 · бяла пешка на черно поле f2 · бяла пешка на бяло поле g2 · бял топ на бяло поле d1 · бял топ на черно поле e1 · бял цар на черно поле g1 | черна дама на бяло поле a8 · черен топ на черно поле f8 · черен офицер на бяло поле b7 · черен кон на черно поле c7 · черна пешка на черно поле e7 · черна пешка на бяло поле f7 · черен цар на черно поле g7 · черна пешка на бяло поле h7 · черна пешка на черно поле d6 · черен кон на черно поле f6 · черна пешка на бяло поле g6 · черна пешка на бяло поле b5 · черна пешка на черно поле c5 · бяла пешка на бяло поле d5 · черен топ на бяло поле a4 · бяла пешка на бяло поле e4 · бяла пешка на черно поле c3 · бял офицер на бяло поле d3 · бяла дама на черно поле e3 · бял кон на бяло поле f3 · бял кон на черно поле g3 · бяла пешка на бяло поле h3 · бяла пешка на черно поле b2 · бяла пешка на черно поле f2 · бяла пешка на бяло поле g2 · бял топ на бяло поле d1 · бял топ на черно поле e1 · бял цар на черно поле g1 | черна дама на бяло поле a8 · черен топ на черно поле f8 · черен офицер на бяло поле b7 · черен кон на черно поле c7 · черна пешка на черно поле e7 · черна пешка на бяло поле f7 · черен цар на черно поле g7 · черна пешка на бяло поле h7 · черна пешка на черно поле d6 · черен кон на черно поле f6 · черна пешка на бяло поле g6 · черна пешка на бяло поле b5 · черна пешка на черно поле c5 · бяла пешка на бяло поле d5 · черен топ на бяло поле a4 · бяла пешка на бяло поле e4 · бяла пешка на черно поле c3 · бял офицер на бяло поле d3 · бяла дама на черно поле e3 · бял кон на бяло поле f3 · бял кон на черно поле g3 · бяла пешка на бяло поле h3 · бяла пешка на черно поле b2 · бяла пешка на черно поле f2 · бяла пешка на бяло поле g2 · бял топ на бяло поле d1 · бял топ на черно поле e1 · бял цар на черно поле g1 | черна дама на бяло поле a8 · черен топ на черно поле f8 · черен офицер на бяло поле b7 · черен кон на черно поле c7 · черна пешка на черно поле e7 · черна пешка на бяло поле f7 · черен цар на черно поле g7 · черна пешка на бяло поле h7 · черна пешка на черно поле d6 · черен кон на черно поле f6 · черна пешка на бяло поле g6 · черна пешка на бяло поле b5 · черна пешка на черно поле c5 · бяла пешка на бяло поле d5 · черен топ на бяло поле a4 · бяла пешка на бяло поле e4 · бяла пешка на черно поле c3 · бял офицер на бяло поле d3 · бяла дама на черно поле e3 · бял кон на бяло поле f3 · бял кон на черно поле g3 · бяла пешка на бяло поле h3 · бяла пешка на черно поле b2 · бяла пешка на черно поле f2 · бяла пешка на бяло поле g2 · бял топ на бяло поле d1 · бял топ на черно поле e1 · бял цар на черно поле g1 | черна дама на бяло поле a8 · черен топ на черно поле f8 · черен офицер на бяло поле b7 · черен кон на черно поле c7 · черна пешка на черно поле e7 · черна пешка на бяло поле f7 · черен цар на черно поле g7 · черна пешка на бяло поле h7 · черна пешка на черно поле d6 · черен кон на черно поле f6 · черна пешка на бяло поле g6 · черна пешка на бяло поле b5 · черна пешка на черно поле c5 · бяла пешка на бяло поле d5 · черен топ на бяло поле a4 · бяла пешка на бяло поле e4 · бяла пешка на черно поле c3 · бял офицер на бяло поле d3 · бяла дама на черно поле e3 · бял кон на бяло поле f3 · бял кон на черно поле g3 · бяла пешка на бяло поле h3 · бяла пешка на черно поле b2 · бяла пешка на черно поле f2 · бяла пешка на бяло поле g2 · бял топ на бяло поле d1 · бял топ на черно поле e1 · бял цар на черно поле g1 | черна дама на бяло поле a8 · черен топ на черно поле f8 · черен офицер на бяло поле b7 · черен кон на черно поле c7 · черна пешка на черно поле e7 · черна пешка на бяло поле f7 · черен цар на черно поле g7 · черна пешка на бяло поле h7 · черна пешка на черно поле d6 · черен кон на черно поле f6 · черна пешка на бяло поле g6 · черна пешка на бяло поле b5 · черна пешка на черно поле c5 · бяла пешка на бяло поле d5 · черен топ на бяло поле a4 · бяла пешка на бяло поле e4 · бяла пешка на черно поле c3 · бял офицер на бяло поле d3 · бяла дама на черно поле e3 · бял кон на бяло поле f3 · бял кон на черно поле g3 · бяла пешка на бяло поле h3 · бяла пешка на черно поле b2 · бяла пешка на черно поле f2 · бяла пешка на бяло поле g2 · бял топ на бяло поле d1 · бял топ на черно поле e1 · бял цар на черно поле g1 | черна дама на бяло поле a8 · черен топ на черно поле f8 · черен офицер на бяло поле b7 · черен кон на черно поле c7 · черна пешка на черно поле e7 · черна пешка на бяло поле f7 · черен цар на черно поле g7 · черна пешка на бяло поле h7 · черна пешка на черно поле d6 · черен кон на черно поле f6 · черна пешка на бяло поле g6 · черна пешка на бяло поле b5 · черна пешка на черно поле c5 · бяла пешка на бяло поле d5 · черен топ на бяло поле a4 · бяла пешка на бяло поле e4 · бяла пешка на черно поле c3 · бял офицер на бяло поле d3 · бяла дама на черно поле e3 · бял кон на бяло поле f3 · бял кон на черно поле g3 · бяла пешка на бяло поле h3 · бяла пешка на черно поле b2 · бяла пешка на черно поле f2 · бяла пешка на бяло поле g2 · бял топ на бяло поле d1 · бял топ на черно поле e1 · бял цар на черно поле g1 | черна дама на бяло поле a8 · черен топ на черно поле f8 · черен офицер на бяло поле b7 · черен кон на черно поле c7 · черна пешка на черно поле e7 · черна пешка на бяло поле f7 · черен цар на черно поле g7 · черна пешка на бяло поле h7 · черна пешка на черно поле d6 · черен кон на черно поле f6 · черна пешка на бяло поле g6 · черна пешка на бяло поле b5 · черна пешка на черно поле c5 · бяла пешка на бяло поле d5 · черен топ на бяло поле a4 · бяла пешка на бяло поле e4 · бяла пешка на черно поле c3 · бял офицер на бяло поле d3 · бяла дама на черно поле e3 · бял кон на бяло поле f3 · бял кон на черно поле g3 · бяла пешка на бяло поле h3 · бяла пешка на черно поле b2 · бяла пешка на черно поле f2 · бяла пешка на бяло поле g2 · бял топ на бяло поле d1 · бял топ на черно поле e1 · бял цар на черно поле g1 | 7 |
| 6 | черна дама на бяло поле a8 · черен топ на черно поле f8 · черен офицер на бяло поле b7 · черен кон на черно поле c7 · черна пешка на черно поле e7 · черна пешка на бяло поле f7 · черен цар на черно поле g7 · черна пешка на бяло поле h7 · черна пешка на черно поле d6 · черен кон на черно поле f6 · черна пешка на бяло поле g6 · черна пешка на бяло поле b5 · черна пешка на черно поле c5 · бяла пешка на бяло поле d5 · черен топ на бяло поле a4 · бяла пешка на бяло поле e4 · бяла пешка на черно поле c3 · бял офицер на бяло поле d3 · бяла дама на черно поле e3 · бял кон на бяло поле f3 · бял кон на черно поле g3 · бяла пешка на бяло поле h3 · бяла пешка на черно поле b2 · бяла пешка на черно поле f2 · бяла пешка на бяло поле g2 · бял топ на бяло поле d1 · бял топ на черно поле e1 · бял цар на черно поле g1 | черна дама на бяло поле a8 · черен топ на черно поле f8 · черен офицер на бяло поле b7 · черен кон на черно поле c7 · черна пешка на черно поле e7 · черна пешка на бяло поле f7 · черен цар на черно поле g7 · черна пешка на бяло поле h7 · черна пешка на черно поле d6 · черен кон на черно поле f6 · черна пешка на бяло поле g6 · черна пешка на бяло поле b5 · черна пешка на черно поле c5 · бяла пешка на бяло поле d5 · черен топ на бяло поле a4 · бяла пешка на бяло поле e4 · бяла пешка на черно поле c3 · бял офицер на бяло поле d3 · бяла дама на черно поле e3 · бял кон на бяло поле f3 · бял кон на черно поле g3 · бяла пешка на бяло поле h3 · бяла пешка на черно поле b2 · бяла пешка на черно поле f2 · бяла пешка на бяло поле g2 · бял топ на бяло поле d1 · бял топ на черно поле e1 · бял цар на черно поле g1 | черна дама на бяло поле a8 · черен топ на черно поле f8 · черен офицер на бяло поле b7 · черен кон на черно поле c7 · черна пешка на черно поле e7 · черна пешка на бяло поле f7 · черен цар на черно поле g7 · черна пешка на бяло поле h7 · черна пешка на черно поле d6 · черен кон на черно поле f6 · черна пешка на бяло поле g6 · черна пешка на бяло поле b5 · черна пешка на черно поле c5 · бяла пешка на бяло поле d5 · черен топ на бяло поле a4 · бяла пешка на бяло поле e4 · бяла пешка на черно поле c3 · бял офицер на бяло поле d3 · бяла дама на черно поле e3 · бял кон на бяло поле f3 · бял кон на черно поле g3 · бяла пешка на бяло поле h3 · бяла пешка на черно поле b2 · бяла пешка на черно поле f2 · бяла пешка на бяло поле g2 · бял топ на бяло поле d1 · бял топ на черно поле e1 · бял цар на черно поле g1 | черна дама на бяло поле a8 · черен топ на черно поле f8 · черен офицер на бяло поле b7 · черен кон на черно поле c7 · черна пешка на черно поле e7 · черна пешка на бяло поле f7 · черен цар на черно поле g7 · черна пешка на бяло поле h7 · черна пешка на черно поле d6 · черен кон на черно поле f6 · черна пешка на бяло поле g6 · черна пешка на бяло поле b5 · черна пешка на черно поле c5 · бяла пешка на бяло поле d5 · черен топ на бяло поле a4 · бяла пешка на бяло поле e4 · бяла пешка на черно поле c3 · бял офицер на бяло поле d3 · бяла дама на черно поле e3 · бял кон на бяло поле f3 · бял кон на черно поле g3 · бяла пешка на бяло поле h3 · бяла пешка на черно поле b2 · бяла пешка на черно поле f2 · бяла пешка на бяло поле g2 · бял топ на бяло поле d1 · бял топ на черно поле e1 · бял цар на черно поле g1 | черна дама на бяло поле a8 · черен топ на черно поле f8 · черен офицер на бяло поле b7 · черен кон на черно поле c7 · черна пешка на черно поле e7 · черна пешка на бяло поле f7 · черен цар на черно поле g7 · черна пешка на бяло поле h7 · черна пешка на черно поле d6 · черен кон на черно поле f6 · черна пешка на бяло поле g6 · черна пешка на бяло поле b5 · черна пешка на черно поле c5 · бяла пешка на бяло поле d5 · черен топ на бяло поле a4 · бяла пешка на бяло поле e4 · бяла пешка на черно поле c3 · бял офицер на бяло поле d3 · бяла дама на черно поле e3 · бял кон на бяло поле f3 · бял кон на черно поле g3 · бяла пешка на бяло поле h3 · бяла пешка на черно поле b2 · бяла пешка на черно поле f2 · бяла пешка на бяло поле g2 · бял топ на бяло поле d1 · бял топ на черно поле e1 · бял цар на черно поле g1 | черна дама на бяло поле a8 · черен топ на черно поле f8 · черен офицер на бяло поле b7 · черен кон на черно поле c7 · черна пешка на черно поле e7 · черна пешка на бяло поле f7 · черен цар на черно поле g7 · черна пешка на бяло поле h7 · черна пешка на черно поле d6 · черен кон на черно поле f6 · черна пешка на бяло поле g6 · черна пешка на бяло поле b5 · черна пешка на черно поле c5 · бяла пешка на бяло поле d5 · черен топ на бяло поле a4 · бяла пешка на бяло поле e4 · бяла пешка на черно поле c3 · бял офицер на бяло поле d3 · бяла дама на черно поле e3 · бял кон на бяло поле f3 · бял кон на черно поле g3 · бяла пешка на бяло поле h3 · бяла пешка на черно поле b2 · бяла пешка на черно поле f2 · бяла пешка на бяло поле g2 · бял топ на бяло поле d1 · бял топ на черно поле e1 · бял цар на черно поле g1 | черна дама на бяло поле a8 · черен топ на черно поле f8 · черен офицер на бяло поле b7 · черен кон на черно поле c7 · черна пешка на черно поле e7 · черна пешка на бяло поле f7 · черен цар на черно поле g7 · черна пешка на бяло поле h7 · черна пешка на черно поле d6 · черен кон на черно поле f6 · черна пешка на бяло поле g6 · черна пешка на бяло поле b5 · черна пешка на черно поле c5 · бяла пешка на бяло поле d5 · черен топ на бяло поле a4 · бяла пешка на бяло поле e4 · бяла пешка на черно поле c3 · бял офицер на бяло поле d3 · бяла дама на черно поле e3 · бял кон на бяло поле f3 · бял кон на черно поле g3 · бяла пешка на бяло поле h3 · бяла пешка на черно поле b2 · бяла пешка на черно поле f2 · бяла пешка на бяло поле g2 · бял топ на бяло поле d1 · бял топ на черно поле e1 · бял цар на черно поле g1 | черна дама на бяло поле a8 · черен топ на черно поле f8 · черен офицер на бяло поле b7 · черен кон на черно поле c7 · черна пешка на черно поле e7 · черна пешка на бяло поле f7 · черен цар на черно поле g7 · черна пешка на бяло поле h7 · черна пешка на черно поле d6 · черен кон на черно поле f6 · черна пешка на бяло поле g6 · черна пешка на бяло поле b5 · черна пешка на черно поле c5 · бяла пешка на бяло поле d5 · черен топ на бяло поле a4 · бяла пешка на бяло поле e4 · бяла пешка на черно поле c3 · бял офицер на бяло поле d3 · бяла дама на черно поле e3 · бял кон на бяло поле f3 · бял кон на черно поле g3 · бяла пешка на бяло поле h3 · бяла пешка на черно поле b2 · бяла пешка на черно поле f2 · бяла пешка на бяло поле g2 · бял топ на бяло поле d1 · бял топ на черно поле e1 · бял цар на черно поле g1 | 6 |
| 5 | черна дама на бяло поле a8 · черен топ на черно поле f8 · черен офицер на бяло поле b7 · черен кон на черно поле c7 · черна пешка на черно поле e7 · черна пешка на бяло поле f7 · черен цар на черно поле g7 · черна пешка на бяло поле h7 · черна пешка на черно поле d6 · черен кон на черно поле f6 · черна пешка на бяло поле g6 · черна пешка на бяло поле b5 · черна пешка на черно поле c5 · бяла пешка на бяло поле d5 · черен топ на бяло поле a4 · бяла пешка на бяло поле e4 · бяла пешка на черно поле c3 · бял офицер на бяло поле d3 · бяла дама на черно поле e3 · бял кон на бяло поле f3 · бял кон на черно поле g3 · бяла пешка на бяло поле h3 · бяла пешка на черно поле b2 · бяла пешка на черно поле f2 · бяла пешка на бяло поле g2 · бял топ на бяло поле d1 · бял топ на черно поле e1 · бял цар на черно поле g1 | черна дама на бяло поле a8 · черен топ на черно поле f8 · черен офицер на бяло поле b7 · черен кон на черно поле c7 · черна пешка на черно поле e7 · черна пешка на бяло поле f7 · черен цар на черно поле g7 · черна пешка на бяло поле h7 · черна пешка на черно поле d6 · черен кон на черно поле f6 · черна пешка на бяло поле g6 · черна пешка на бяло поле b5 · черна пешка на черно поле c5 · бяла пешка на бяло поле d5 · черен топ на бяло поле a4 · бяла пешка на бяло поле e4 · бяла пешка на черно поле c3 · бял офицер на бяло поле d3 · бяла дама на черно поле e3 · бял кон на бяло поле f3 · бял кон на черно поле g3 · бяла пешка на бяло поле h3 · бяла пешка на черно поле b2 · бяла пешка на черно поле f2 · бяла пешка на бяло поле g2 · бял топ на бяло поле d1 · бял топ на черно поле e1 · бял цар на черно поле g1 | черна дама на бяло поле a8 · черен топ на черно поле f8 · черен офицер на бяло поле b7 · черен кон на черно поле c7 · черна пешка на черно поле e7 · черна пешка на бяло поле f7 · черен цар на черно поле g7 · черна пешка на бяло поле h7 · черна пешка на черно поле d6 · черен кон на черно поле f6 · черна пешка на бяло поле g6 · черна пешка на бяло поле b5 · черна пешка на черно поле c5 · бяла пешка на бяло поле d5 · черен топ на бяло поле a4 · бяла пешка на бяло поле e4 · бяла пешка на черно поле c3 · бял офицер на бяло поле d3 · бяла дама на черно поле e3 · бял кон на бяло поле f3 · бял кон на черно поле g3 · бяла пешка на бяло поле h3 · бяла пешка на черно поле b2 · бяла пешка на черно поле f2 · бяла пешка на бяло поле g2 · бял топ на бяло поле d1 · бял топ на черно поле e1 · бял цар на черно поле g1 | черна дама на бяло поле a8 · черен топ на черно поле f8 · черен офицер на бяло поле b7 · черен кон на черно поле c7 · черна пешка на черно поле e7 · черна пешка на бяло поле f7 · черен цар на черно поле g7 · черна пешка на бяло поле h7 · черна пешка на черно поле d6 · черен кон на черно поле f6 · черна пешка на бяло поле g6 · черна пешка на бяло поле b5 · черна пешка на черно поле c5 · бяла пешка на бяло поле d5 · черен топ на бяло поле a4 · бяла пешка на бяло поле e4 · бяла пешка на черно поле c3 · бял офицер на бяло поле d3 · бяла дама на черно поле e3 · бял кон на бяло поле f3 · бял кон на черно поле g3 · бяла пешка на бяло поле h3 · бяла пешка на черно поле b2 · бяла пешка на черно поле f2 · бяла пешка на бяло поле g2 · бял топ на бяло поле d1 · бял топ на черно поле e1 · бял цар на черно поле g1 | черна дама на бяло поле a8 · черен топ на черно поле f8 · черен офицер на бяло поле b7 · черен кон на черно поле c7 · черна пешка на черно поле e7 · черна пешка на бяло поле f7 · черен цар на черно поле g7 · черна пешка на бяло поле h7 · черна пешка на черно поле d6 · черен кон на черно поле f6 · черна пешка на бяло поле g6 · черна пешка на бяло поле b5 · черна пешка на черно поле c5 · бяла пешка на бяло поле d5 · черен топ на бяло поле a4 · бяла пешка на бяло поле e4 · бяла пешка на черно поле c3 · бял офицер на бяло поле d3 · бяла дама на черно поле e3 · бял кон на бяло поле f3 · бял кон на черно поле g3 · бяла пешка на бяло поле h3 · бяла пешка на черно поле b2 · бяла пешка на черно поле f2 · бяла пешка на бяло поле g2 · бял топ на бяло поле d1 · бял топ на черно поле e1 · бял цар на черно поле g1 | черна дама на бяло поле a8 · черен топ на черно поле f8 · черен офицер на бяло поле b7 · черен кон на черно поле c7 · черна пешка на черно поле e7 · черна пешка на бяло поле f7 · черен цар на черно поле g7 · черна пешка на бяло поле h7 · черна пешка на черно поле d6 · черен кон на черно поле f6 · черна пешка на бяло поле g6 · черна пешка на бяло поле b5 · черна пешка на черно поле c5 · бяла пешка на бяло поле d5 · черен топ на бяло поле a4 · бяла пешка на бяло поле e4 · бяла пешка на черно поле c3 · бял офицер на бяло поле d3 · бяла дама на черно поле e3 · бял кон на бяло поле f3 · бял кон на черно поле g3 · бяла пешка на бяло поле h3 · бяла пешка на черно поле b2 · бяла пешка на черно поле f2 · бяла пешка на бяло поле g2 · бял топ на бяло поле d1 · бял топ на черно поле e1 · бял цар на черно поле g1 | черна дама на бяло поле a8 · черен топ на черно поле f8 · черен офицер на бяло поле b7 · черен кон на черно поле c7 · черна пешка на черно поле e7 · черна пешка на бяло поле f7 · черен цар на черно поле g7 · черна пешка на бяло поле h7 · черна пешка на черно поле d6 · черен кон на черно поле f6 · черна пешка на бяло поле g6 · черна пешка на бяло поле b5 · черна пешка на черно поле c5 · бяла пешка на бяло поле d5 · черен топ на бяло поле a4 · бяла пешка на бяло поле e4 · бяла пешка на черно поле c3 · бял офицер на бяло поле d3 · бяла дама на черно поле e3 · бял кон на бяло поле f3 · бял кон на черно поле g3 · бяла пешка на бяло поле h3 · бяла пешка на черно поле b2 · бяла пешка на черно поле f2 · бяла пешка на бяло поле g2 · бял топ на бяло поле d1 · бял топ на черно поле e1 · бял цар на черно поле g1 | черна дама на бяло поле a8 · черен топ на черно поле f8 · черен офицер на бяло поле b7 · черен кон на черно поле c7 · черна пешка на черно поле e7 · черна пешка на бяло поле f7 · черен цар на черно поле g7 · черна пешка на бяло поле h7 · черна пешка на черно поле d6 · черен кон на черно поле f6 · черна пешка на бяло поле g6 · черна пешка на бяло поле b5 · черна пешка на черно поле c5 · бяла пешка на бяло поле d5 · черен топ на бяло поле a4 · бяла пешка на бяло поле e4 · бяла пешка на черно поле c3 · бял офицер на бяло поле d3 · бяла дама на черно поле e3 · бял кон на бяло поле f3 · бял кон на черно поле g3 · бяла пешка на бяло поле h3 · бяла пешка на черно поле b2 · бяла пешка на черно поле f2 · бяла пешка на бяло поле g2 · бял топ на бяло поле d1 · бял топ на черно поле e1 · бял цар на черно поле g1 | 5 |
| 4 | черна дама на бяло поле a8 · черен топ на черно поле f8 · черен офицер на бяло поле b7 · черен кон на черно поле c7 · черна пешка на черно поле e7 · черна пешка на бяло поле f7 · черен цар на черно поле g7 · черна пешка на бяло поле h7 · черна пешка на черно поле d6 · черен кон на черно поле f6 · черна пешка на бяло поле g6 · черна пешка на бяло поле b5 · черна пешка на черно поле c5 · бяла пешка на бяло поле d5 · черен топ на бяло поле a4 · бяла пешка на бяло поле e4 · бяла пешка на черно поле c3 · бял офицер на бяло поле d3 · бяла дама на черно поле e3 · бял кон на бяло поле f3 · бял кон на черно поле g3 · бяла пешка на бяло поле h3 · бяла пешка на черно поле b2 · бяла пешка на черно поле f2 · бяла пешка на бяло поле g2 · бял топ на бяло поле d1 · бял топ на черно поле e1 · бял цар на черно поле g1 | черна дама на бяло поле a8 · черен топ на черно поле f8 · черен офицер на бяло поле b7 · черен кон на черно поле c7 · черна пешка на черно поле e7 · черна пешка на бяло поле f7 · черен цар на черно поле g7 · черна пешка на бяло поле h7 · черна пешка на черно поле d6 · черен кон на черно поле f6 · черна пешка на бяло поле g6 · черна пешка на бяло поле b5 · черна пешка на черно поле c5 · бяла пешка на бяло поле d5 · черен топ на бяло поле a4 · бяла пешка на бяло поле e4 · бяла пешка на черно поле c3 · бял офицер на бяло поле d3 · бяла дама на черно поле e3 · бял кон на бяло поле f3 · бял кон на черно поле g3 · бяла пешка на бяло поле h3 · бяла пешка на черно поле b2 · бяла пешка на черно поле f2 · бяла пешка на бяло поле g2 · бял топ на бяло поле d1 · бял топ на черно поле e1 · бял цар на черно поле g1 | черна дама на бяло поле a8 · черен топ на черно поле f8 · черен офицер на бяло поле b7 · черен кон на черно поле c7 · черна пешка на черно поле e7 · черна пешка на бяло поле f7 · черен цар на черно поле g7 · черна пешка на бяло поле h7 · черна пешка на черно поле d6 · черен кон на черно поле f6 · черна пешка на бяло поле g6 · черна пешка на бяло поле b5 · черна пешка на черно поле c5 · бяла пешка на бяло поле d5 · черен топ на бяло поле a4 · бяла пешка на бяло поле e4 · бяла пешка на черно поле c3 · бял офицер на бяло поле d3 · бяла дама на черно поле e3 · бял кон на бяло поле f3 · бял кон на черно поле g3 · бяла пешка на бяло поле h3 · бяла пешка на черно поле b2 · бяла пешка на черно поле f2 · бяла пешка на бяло поле g2 · бял топ на бяло поле d1 · бял топ на черно поле e1 · бял цар на черно поле g1 | черна дама на бяло поле a8 · черен топ на черно поле f8 · черен офицер на бяло поле b7 · черен кон на черно поле c7 · черна пешка на черно поле e7 · черна пешка на бяло поле f7 · черен цар на черно поле g7 · черна пешка на бяло поле h7 · черна пешка на черно поле d6 · черен кон на черно поле f6 · черна пешка на бяло поле g6 · черна пешка на бяло поле b5 · черна пешка на черно поле c5 · бяла пешка на бяло поле d5 · черен топ на бяло поле a4 · бяла пешка на бяло поле e4 · бяла пешка на черно поле c3 · бял офицер на бяло поле d3 · бяла дама на черно поле e3 · бял кон на бяло поле f3 · бял кон на черно поле g3 · бяла пешка на бяло поле h3 · бяла пешка на черно поле b2 · бяла пешка на черно поле f2 · бяла пешка на бяло поле g2 · бял топ на бяло поле d1 · бял топ на черно поле e1 · бял цар на черно поле g1 | черна дама на бяло поле a8 · черен топ на черно поле f8 · черен офицер на бяло поле b7 · черен кон на черно поле c7 · черна пешка на черно поле e7 · черна пешка на бяло поле f7 · черен цар на черно поле g7 · черна пешка на бяло поле h7 · черна пешка на черно поле d6 · черен кон на черно поле f6 · черна пешка на бяло поле g6 · черна пешка на бяло поле b5 · черна пешка на черно поле c5 · бяла пешка на бяло поле d5 · черен топ на бяло поле a4 · бяла пешка на бяло поле e4 · бяла пешка на черно поле c3 · бял офицер на бяло поле d3 · бяла дама на черно поле e3 · бял кон на бяло поле f3 · бял кон на черно поле g3 · бяла пешка на бяло поле h3 · бяла пешка на черно поле b2 · бяла пешка на черно поле f2 · бяла пешка на бяло поле g2 · бял топ на бяло поле d1 · бял топ на черно поле e1 · бял цар на черно поле g1 | черна дама на бяло поле a8 · черен топ на черно поле f8 · черен офицер на бяло поле b7 · черен кон на черно поле c7 · черна пешка на черно поле e7 · черна пешка на бяло поле f7 · черен цар на черно поле g7 · черна пешка на бяло поле h7 · черна пешка на черно поле d6 · черен кон на черно поле f6 · черна пешка на бяло поле g6 · черна пешка на бяло поле b5 · черна пешка на черно поле c5 · бяла пешка на бяло поле d5 · черен топ на бяло поле a4 · бяла пешка на бяло поле e4 · бяла пешка на черно поле c3 · бял офицер на бяло поле d3 · бяла дама на черно поле e3 · бял кон на бяло поле f3 · бял кон на черно поле g3 · бяла пешка на бяло поле h3 · бяла пешка на черно поле b2 · бяла пешка на черно поле f2 · бяла пешка на бяло поле g2 · бял топ на бяло поле d1 · бял топ на черно поле e1 · бял цар на черно поле g1 | черна дама на бяло поле a8 · черен топ на черно поле f8 · черен офицер на бяло поле b7 · черен кон на черно поле c7 · черна пешка на черно поле e7 · черна пешка на бяло поле f7 · черен цар на черно поле g7 · черна пешка на бяло поле h7 · черна пешка на черно поле d6 · черен кон на черно поле f6 · черна пешка на бяло поле g6 · черна пешка на бяло поле b5 · черна пешка на черно поле c5 · бяла пешка на бяло поле d5 · черен топ на бяло поле a4 · бяла пешка на бяло поле e4 · бяла пешка на черно поле c3 · бял офицер на бяло поле d3 · бяла дама на черно поле e3 · бял кон на бяло поле f3 · бял кон на черно поле g3 · бяла пешка на бяло поле h3 · бяла пешка на черно поле b2 · бяла пешка на черно поле f2 · бяла пешка на бяло поле g2 · бял топ на бяло поле d1 · бял топ на черно поле e1 · бял цар на черно поле g1 | черна дама на бяло поле a8 · черен топ на черно поле f8 · черен офицер на бяло поле b7 · черен кон на черно поле c7 · черна пешка на черно поле e7 · черна пешка на бяло поле f7 · черен цар на черно поле g7 · черна пешка на бяло поле h7 · черна пешка на черно поле d6 · черен кон на черно поле f6 · черна пешка на бяло поле g6 · черна пешка на бяло поле b5 · черна пешка на черно поле c5 · бяла пешка на бяло поле d5 · черен топ на бяло поле a4 · бяла пешка на бяло поле e4 · бяла пешка на черно поле c3 · бял офицер на бяло поле d3 · бяла дама на черно поле e3 · бял кон на бяло поле f3 · бял кон на черно поле g3 · бяла пешка на бяло поле h3 · бяла пешка на черно поле b2 · бяла пешка на черно поле f2 · бяла пешка на бяло поле g2 · бял топ на бяло поле d1 · бял топ на черно поле e1 · бял цар на черно поле g1 | 4 |
| 3 | черна дама на бяло поле a8 · черен топ на черно поле f8 · черен офицер на бяло поле b7 · черен кон на черно поле c7 · черна пешка на черно поле e7 · черна пешка на бяло поле f7 · черен цар на черно поле g7 · черна пешка на бяло поле h7 · черна пешка на черно поле d6 · черен кон на черно поле f6 · черна пешка на бяло поле g6 · черна пешка на бяло поле b5 · черна пешка на черно поле c5 · бяла пешка на бяло поле d5 · черен топ на бяло поле a4 · бяла пешка на бяло поле e4 · бяла пешка на черно поле c3 · бял офицер на бяло поле d3 · бяла дама на черно поле e3 · бял кон на бяло поле f3 · бял кон на черно поле g3 · бяла пешка на бяло поле h3 · бяла пешка на черно поле b2 · бяла пешка на черно поле f2 · бяла пешка на бяло поле g2 · бял топ на бяло поле d1 · бял топ на черно поле e1 · бял цар на черно поле g1 | черна дама на бяло поле a8 · черен топ на черно поле f8 · черен офицер на бяло поле b7 · черен кон на черно поле c7 · черна пешка на черно поле e7 · черна пешка на бяло поле f7 · черен цар на черно поле g7 · черна пешка на бяло поле h7 · черна пешка на черно поле d6 · черен кон на черно поле f6 · черна пешка на бяло поле g6 · черна пешка на бяло поле b5 · черна пешка на черно поле c5 · бяла пешка на бяло поле d5 · черен топ на бяло поле a4 · бяла пешка на бяло поле e4 · бяла пешка на черно поле c3 · бял офицер на бяло поле d3 · бяла дама на черно поле e3 · бял кон на бяло поле f3 · бял кон на черно поле g3 · бяла пешка на бяло поле h3 · бяла пешка на черно поле b2 · бяла пешка на черно поле f2 · бяла пешка на бяло поле g2 · бял топ на бяло поле d1 · бял топ на черно поле e1 · бял цар на черно поле g1 | черна дама на бяло поле a8 · черен топ на черно поле f8 · черен офицер на бяло поле b7 · черен кон на черно поле c7 · черна пешка на черно поле e7 · черна пешка на бяло поле f7 · черен цар на черно поле g7 · черна пешка на бяло поле h7 · черна пешка на черно поле d6 · черен кон на черно поле f6 · черна пешка на бяло поле g6 · черна пешка на бяло поле b5 · черна пешка на черно поле c5 · бяла пешка на бяло поле d5 · черен топ на бяло поле a4 · бяла пешка на бяло поле e4 · бяла пешка на черно поле c3 · бял офицер на бяло поле d3 · бяла дама на черно поле e3 · бял кон на бяло поле f3 · бял кон на черно поле g3 · бяла пешка на бяло поле h3 · бяла пешка на черно поле b2 · бяла пешка на черно поле f2 · бяла пешка на бяло поле g2 · бял топ на бяло поле d1 · бял топ на черно поле e1 · бял цар на черно поле g1 | черна дама на бяло поле a8 · черен топ на черно поле f8 · черен офицер на бяло поле b7 · черен кон на черно поле c7 · черна пешка на черно поле e7 · черна пешка на бяло поле f7 · черен цар на черно поле g7 · черна пешка на бяло поле h7 · черна пешка на черно поле d6 · черен кон на черно поле f6 · черна пешка на бяло поле g6 · черна пешка на бяло поле b5 · черна пешка на черно поле c5 · бяла пешка на бяло поле d5 · черен топ на бяло поле a4 · бяла пешка на бяло поле e4 · бяла пешка на черно поле c3 · бял офицер на бяло поле d3 · бяла дама на черно поле e3 · бял кон на бяло поле f3 · бял кон на черно поле g3 · бяла пешка на бяло поле h3 · бяла пешка на черно поле b2 · бяла пешка на черно поле f2 · бяла пешка на бяло поле g2 · бял топ на бяло поле d1 · бял топ на черно поле e1 · бял цар на черно поле g1 | черна дама на бяло поле a8 · черен топ на черно поле f8 · черен офицер на бяло поле b7 · черен кон на черно поле c7 · черна пешка на черно поле e7 · черна пешка на бяло поле f7 · черен цар на черно поле g7 · черна пешка на бяло поле h7 · черна пешка на черно поле d6 · черен кон на черно поле f6 · черна пешка на бяло поле g6 · черна пешка на бяло поле b5 · черна пешка на черно поле c5 · бяла пешка на бяло поле d5 · черен топ на бяло поле a4 · бяла пешка на бяло поле e4 · бяла пешка на черно поле c3 · бял офицер на бяло поле d3 · бяла дама на черно поле e3 · бял кон на бяло поле f3 · бял кон на черно поле g3 · бяла пешка на бяло поле h3 · бяла пешка на черно поле b2 · бяла пешка на черно поле f2 · бяла пешка на бяло поле g2 · бял топ на бяло поле d1 · бял топ на черно поле e1 · бял цар на черно поле g1 | черна дама на бяло поле a8 · черен топ на черно поле f8 · черен офицер на бяло поле b7 · черен кон на черно поле c7 · черна пешка на черно поле e7 · черна пешка на бяло поле f7 · черен цар на черно поле g7 · черна пешка на бяло поле h7 · черна пешка на черно поле d6 · черен кон на черно поле f6 · черна пешка на бяло поле g6 · черна пешка на бяло поле b5 · черна пешка на черно поле c5 · бяла пешка на бяло поле d5 · черен топ на бяло поле a4 · бяла пешка на бяло поле e4 · бяла пешка на черно поле c3 · бял офицер на бяло поле d3 · бяла дама на черно поле e3 · бял кон на бяло поле f3 · бял кон на черно поле g3 · бяла пешка на бяло поле h3 · бяла пешка на черно поле b2 · бяла пешка на черно поле f2 · бяла пешка на бяло поле g2 · бял топ на бяло поле d1 · бял топ на черно поле e1 · бял цар на черно поле g1 | черна дама на бяло поле a8 · черен топ на черно поле f8 · черен офицер на бяло поле b7 · черен кон на черно поле c7 · черна пешка на черно поле e7 · черна пешка на бяло поле f7 · черен цар на черно поле g7 · черна пешка на бяло поле h7 · черна пешка на черно поле d6 · черен кон на черно поле f6 · черна пешка на бяло поле g6 · черна пешка на бяло поле b5 · черна пешка на черно поле c5 · бяла пешка на бяло поле d5 · черен топ на бяло поле a4 · бяла пешка на бяло поле e4 · бяла пешка на черно поле c3 · бял офицер на бяло поле d3 · бяла дама на черно поле e3 · бял кон на бяло поле f3 · бял кон на черно поле g3 · бяла пешка на бяло поле h3 · бяла пешка на черно поле b2 · бяла пешка на черно поле f2 · бяла пешка на бяло поле g2 · бял топ на бяло поле d1 · бял топ на черно поле e1 · бял цар на черно поле g1 | черна дама на бяло поле a8 · черен топ на черно поле f8 · черен офицер на бяло поле b7 · черен кон на черно поле c7 · черна пешка на черно поле e7 · черна пешка на бяло поле f7 · черен цар на черно поле g7 · черна пешка на бяло поле h7 · черна пешка на черно поле d6 · черен кон на черно поле f6 · черна пешка на бяло поле g6 · черна пешка на бяло поле b5 · черна пешка на черно поле c5 · бяла пешка на бяло поле d5 · черен топ на бяло поле a4 · бяла пешка на бяло поле e4 · бяла пешка на черно поле c3 · бял офицер на бяло поле d3 · бяла дама на черно поле e3 · бял кон на бяло поле f3 · бял кон на черно поле g3 · бяла пешка на бяло поле h3 · бяла пешка на черно поле b2 · бяла пешка на черно поле f2 · бяла пешка на бяло поле g2 · бял топ на бяло поле d1 · бял топ на черно поле e1 · бял цар на черно поле g1 | 3 |
| 2 | черна дама на бяло поле a8 · черен топ на черно поле f8 · черен офицер на бяло поле b7 · черен кон на черно поле c7 · черна пешка на черно поле e7 · черна пешка на бяло поле f7 · черен цар на черно поле g7 · черна пешка на бяло поле h7 · черна пешка на черно поле d6 · черен кон на черно поле f6 · черна пешка на бяло поле g6 · черна пешка на бяло поле b5 · черна пешка на черно поле c5 · бяла пешка на бяло поле d5 · черен топ на бяло поле a4 · бяла пешка на бяло поле e4 · бяла пешка на черно поле c3 · бял офицер на бяло поле d3 · бяла дама на черно поле e3 · бял кон на бяло поле f3 · бял кон на черно поле g3 · бяла пешка на бяло поле h3 · бяла пешка на черно поле b2 · бяла пешка на черно поле f2 · бяла пешка на бяло поле g2 · бял топ на бяло поле d1 · бял топ на черно поле e1 · бял цар на черно поле g1 | черна дама на бяло поле a8 · черен топ на черно поле f8 · черен офицер на бяло поле b7 · черен кон на черно поле c7 · черна пешка на черно поле e7 · черна пешка на бяло поле f7 · черен цар на черно поле g7 · черна пешка на бяло поле h7 · черна пешка на черно поле d6 · черен кон на черно поле f6 · черна пешка на бяло поле g6 · черна пешка на бяло поле b5 · черна пешка на черно поле c5 · бяла пешка на бяло поле d5 · черен топ на бяло поле a4 · бяла пешка на бяло поле e4 · бяла пешка на черно поле c3 · бял офицер на бяло поле d3 · бяла дама на черно поле e3 · бял кон на бяло поле f3 · бял кон на черно поле g3 · бяла пешка на бяло поле h3 · бяла пешка на черно поле b2 · бяла пешка на черно поле f2 · бяла пешка на бяло поле g2 · бял топ на бяло поле d1 · бял топ на черно поле e1 · бял цар на черно поле g1 | черна дама на бяло поле a8 · черен топ на черно поле f8 · черен офицер на бяло поле b7 · черен кон на черно поле c7 · черна пешка на черно поле e7 · черна пешка на бяло поле f7 · черен цар на черно поле g7 · черна пешка на бяло поле h7 · черна пешка на черно поле d6 · черен кон на черно поле f6 · черна пешка на бяло поле g6 · черна пешка на бяло поле b5 · черна пешка на черно поле c5 · бяла пешка на бяло поле d5 · черен топ на бяло поле a4 · бяла пешка на бяло поле e4 · бяла пешка на черно поле c3 · бял офицер на бяло поле d3 · бяла дама на черно поле e3 · бял кон на бяло поле f3 · бял кон на черно поле g3 · бяла пешка на бяло поле h3 · бяла пешка на черно поле b2 · бяла пешка на черно поле f2 · бяла пешка на бяло поле g2 · бял топ на бяло поле d1 · бял топ на черно поле e1 · бял цар на черно поле g1 | черна дама на бяло поле a8 · черен топ на черно поле f8 · черен офицер на бяло поле b7 · черен кон на черно поле c7 · черна пешка на черно поле e7 · черна пешка на бяло поле f7 · черен цар на черно поле g7 · черна пешка на бяло поле h7 · черна пешка на черно поле d6 · черен кон на черно поле f6 · черна пешка на бяло поле g6 · черна пешка на бяло поле b5 · черна пешка на черно поле c5 · бяла пешка на бяло поле d5 · черен топ на бяло поле a4 · бяла пешка на бяло поле e4 · бяла пешка на черно поле c3 · бял офицер на бяло поле d3 · бяла дама на черно поле e3 · бял кон на бяло поле f3 · бял кон на черно поле g3 · бяла пешка на бяло поле h3 · бяла пешка на черно поле b2 · бяла пешка на черно поле f2 · бяла пешка на бяло поле g2 · бял топ на бяло поле d1 · бял топ на черно поле e1 · бял цар на черно поле g1 | черна дама на бяло поле a8 · черен топ на черно поле f8 · черен офицер на бяло поле b7 · черен кон на черно поле c7 · черна пешка на черно поле e7 · черна пешка на бяло поле f7 · черен цар на черно поле g7 · черна пешка на бяло поле h7 · черна пешка на черно поле d6 · черен кон на черно поле f6 · черна пешка на бяло поле g6 · черна пешка на бяло поле b5 · черна пешка на черно поле c5 · бяла пешка на бяло поле d5 · черен топ на бяло поле a4 · бяла пешка на бяло поле e4 · бяла пешка на черно поле c3 · бял офицер на бяло поле d3 · бяла дама на черно поле e3 · бял кон на бяло поле f3 · бял кон на черно поле g3 · бяла пешка на бяло поле h3 · бяла пешка на черно поле b2 · бяла пешка на черно поле f2 · бяла пешка на бяло поле g2 · бял топ на бяло поле d1 · бял топ на черно поле e1 · бял цар на черно поле g1 | черна дама на бяло поле a8 · черен топ на черно поле f8 · черен офицер на бяло поле b7 · черен кон на черно поле c7 · черна пешка на черно поле e7 · черна пешка на бяло поле f7 · черен цар на черно поле g7 · черна пешка на бяло поле h7 · черна пешка на черно поле d6 · черен кон на черно поле f6 · черна пешка на бяло поле g6 · черна пешка на бяло поле b5 · черна пешка на черно поле c5 · бяла пешка на бяло поле d5 · черен топ на бяло поле a4 · бяла пешка на бяло поле e4 · бяла пешка на черно поле c3 · бял офицер на бяло поле d3 · бяла дама на черно поле e3 · бял кон на бяло поле f3 · бял кон на черно поле g3 · бяла пешка на бяло поле h3 · бяла пешка на черно поле b2 · бяла пешка на черно поле f2 · бяла пешка на бяло поле g2 · бял топ на бяло поле d1 · бял топ на черно поле e1 · бял цар на черно поле g1 | черна дама на бяло поле a8 · черен топ на черно поле f8 · черен офицер на бяло поле b7 · черен кон на черно поле c7 · черна пешка на черно поле e7 · черна пешка на бяло поле f7 · черен цар на черно поле g7 · черна пешка на бяло поле h7 · черна пешка на черно поле d6 · черен кон на черно поле f6 · черна пешка на бяло поле g6 · черна пешка на бяло поле b5 · черна пешка на черно поле c5 · бяла пешка на бяло поле d5 · черен топ на бяло поле a4 · бяла пешка на бяло поле e4 · бяла пешка на черно поле c3 · бял офицер на бяло поле d3 · бяла дама на черно поле e3 · бял кон на бяло поле f3 · бял кон на черно поле g3 · бяла пешка на бяло поле h3 · бяла пешка на черно поле b2 · бяла пешка на черно поле f2 · бяла пешка на бяло поле g2 · бял топ на бяло поле d1 · бял топ на черно поле e1 · бял цар на черно поле g1 | черна дама на бяло поле a8 · черен топ на черно поле f8 · черен офицер на бяло поле b7 · черен кон на черно поле c7 · черна пешка на черно поле e7 · черна пешка на бяло поле f7 · черен цар на черно поле g7 · черна пешка на бяло поле h7 · черна пешка на черно поле d6 · черен кон на черно поле f6 · черна пешка на бяло поле g6 · черна пешка на бяло поле b5 · черна пешка на черно поле c5 · бяла пешка на бяло поле d5 · черен топ на бяло поле a4 · бяла пешка на бяло поле e4 · бяла пешка на черно поле c3 · бял офицер на бяло поле d3 · бяла дама на черно поле e3 · бял кон на бяло поле f3 · бял кон на черно поле g3 · бяла пешка на бяло поле h3 · бяла пешка на черно поле b2 · бяла пешка на черно поле f2 · бяла пешка на бяло поле g2 · бял топ на бяло поле d1 · бял топ на черно поле e1 · бял цар на черно поле g1 | 2 |
| 1 | черна дама на бяло поле a8 · черен топ на черно поле f8 · черен офицер на бяло поле b7 · черен кон на черно поле c7 · черна пешка на черно поле e7 · черна пешка на бяло поле f7 · черен цар на черно поле g7 · черна пешка на бяло поле h7 · черна пешка на черно поле d6 · черен кон на черно поле f6 · черна пешка на бяло поле g6 · черна пешка на бяло поле b5 · черна пешка на черно поле c5 · бяла пешка на бяло поле d5 · черен топ на бяло поле a4 · бяла пешка на бяло поле e4 · бяла пешка на черно поле c3 · бял офицер на бяло поле d3 · бяла дама на черно поле e3 · бял кон на бяло поле f3 · бял кон на черно поле g3 · бяла пешка на бяло поле h3 · бяла пешка на черно поле b2 · бяла пешка на черно поле f2 · бяла пешка на бяло поле g2 · бял топ на бяло поле d1 · бял топ на черно поле e1 · бял цар на черно поле g1 | черна дама на бяло поле a8 · черен топ на черно поле f8 · черен офицер на бяло поле b7 · черен кон на черно поле c7 · черна пешка на черно поле e7 · черна пешка на бяло поле f7 · черен цар на черно поле g7 · черна пешка на бяло поле h7 · черна пешка на черно поле d6 · черен кон на черно поле f6 · черна пешка на бяло поле g6 · черна пешка на бяло поле b5 · черна пешка на черно поле c5 · бяла пешка на бяло поле d5 · черен топ на бяло поле a4 · бяла пешка на бяло поле e4 · бяла пешка на черно поле c3 · бял офицер на бяло поле d3 · бяла дама на черно поле e3 · бял кон на бяло поле f3 · бял кон на черно поле g3 · бяла пешка на бяло поле h3 · бяла пешка на черно поле b2 · бяла пешка на черно поле f2 · бяла пешка на бяло поле g2 · бял топ на бяло поле d1 · бял топ на черно поле e1 · бял цар на черно поле g1 | черна дама на бяло поле a8 · черен топ на черно поле f8 · черен офицер на бяло поле b7 · черен кон на черно поле c7 · черна пешка на черно поле e7 · черна пешка на бяло поле f7 · черен цар на черно поле g7 · черна пешка на бяло поле h7 · черна пешка на черно поле d6 · черен кон на черно поле f6 · черна пешка на бяло поле g6 · черна пешка на бяло поле b5 · черна пешка на черно поле c5 · бяла пешка на бяло поле d5 · черен топ на бяло поле a4 · бяла пешка на бяло поле e4 · бяла пешка на черно поле c3 · бял офицер на бяло поле d3 · бяла дама на черно поле e3 · бял кон на бяло поле f3 · бял кон на черно поле g3 · бяла пешка на бяло поле h3 · бяла пешка на черно поле b2 · бяла пешка на черно поле f2 · бяла пешка на бяло поле g2 · бял топ на бяло поле d1 · бял топ на черно поле e1 · бял цар на черно поле g1 | черна дама на бяло поле a8 · черен топ на черно поле f8 · черен офицер на бяло поле b7 · черен кон на черно поле c7 · черна пешка на черно поле e7 · черна пешка на бяло поле f7 · черен цар на черно поле g7 · черна пешка на бяло поле h7 · черна пешка на черно поле d6 · черен кон на черно поле f6 · черна пешка на бяло поле g6 · черна пешка на бяло поле b5 · черна пешка на черно поле c5 · бяла пешка на бяло поле d5 · черен топ на бяло поле a4 · бяла пешка на бяло поле e4 · бяла пешка на черно поле c3 · бял офицер на бяло поле d3 · бяла дама на черно поле e3 · бял кон на бяло поле f3 · бял кон на черно поле g3 · бяла пешка на бяло поле h3 · бяла пешка на черно поле b2 · бяла пешка на черно поле f2 · бяла пешка на бяло поле g2 · бял топ на бяло поле d1 · бял топ на черно поле e1 · бял цар на черно поле g1 | черна дама на бяло поле a8 · черен топ на черно поле f8 · черен офицер на бяло поле b7 · черен кон на черно поле c7 · черна пешка на черно поле e7 · черна пешка на бяло поле f7 · черен цар на черно поле g7 · черна пешка на бяло поле h7 · черна пешка на черно поле d6 · черен кон на черно поле f6 · черна пешка на бяло поле g6 · черна пешка на бяло поле b5 · черна пешка на черно поле c5 · бяла пешка на бяло поле d5 · черен топ на бяло поле a4 · бяла пешка на бяло поле e4 · бяла пешка на черно поле c3 · бял офицер на бяло поле d3 · бяла дама на черно поле e3 · бял кон на бяло поле f3 · бял кон на черно поле g3 · бяла пешка на бяло поле h3 · бяла пешка на черно поле b2 · бяла пешка на черно поле f2 · бяла пешка на бяло поле g2 · бял топ на бяло поле d1 · бял топ на черно поле e1 · бял цар на черно поле g1 | черна дама на бяло поле a8 · черен топ на черно поле f8 · черен офицер на бяло поле b7 · черен кон на черно поле c7 · черна пешка на черно поле e7 · черна пешка на бяло поле f7 · черен цар на черно поле g7 · черна пешка на бяло поле h7 · черна пешка на черно поле d6 · черен кон на черно поле f6 · черна пешка на бяло поле g6 · черна пешка на бяло поле b5 · черна пешка на черно поле c5 · бяла пешка на бяло поле d5 · черен топ на бяло поле a4 · бяла пешка на бяло поле e4 · бяла пешка на черно поле c3 · бял офицер на бяло поле d3 · бяла дама на черно поле e3 · бял кон на бяло поле f3 · бял кон на черно поле g3 · бяла пешка на бяло поле h3 · бяла пешка на черно поле b2 · бяла пешка на черно поле f2 · бяла пешка на бяло поле g2 · бял топ на бяло поле d1 · бял топ на черно поле e1 · бял цар на черно поле g1 | черна дама на бяло поле a8 · черен топ на черно поле f8 · черен офицер на бяло поле b7 · черен кон на черно поле c7 · черна пешка на черно поле e7 · черна пешка на бяло поле f7 · черен цар на черно поле g7 · черна пешка на бяло поле h7 · черна пешка на черно поле d6 · черен кон на черно поле f6 · черна пешка на бяло поле g6 · черна пешка на бяло поле b5 · черна пешка на черно поле c5 · бяла пешка на бяло поле d5 · черен топ на бяло поле a4 · бяла пешка на бяло поле e4 · бяла пешка на черно поле c3 · бял офицер на бяло поле d3 · бяла дама на черно поле e3 · бял кон на бяло поле f3 · бял кон на черно поле g3 · бяла пешка на бяло поле h3 · бяла пешка на черно поле b2 · бяла пешка на черно поле f2 · бяла пешка на бяло поле g2 · бял топ на бяло поле d1 · бял топ на черно поле e1 · бял цар на черно поле g1 | черна дама на бяло поле a8 · черен топ на черно поле f8 · черен офицер на бяло поле b7 · черен кон на черно поле c7 · черна пешка на черно поле e7 · черна пешка на бяло поле f7 · черен цар на черно поле g7 · черна пешка на бяло поле h7 · черна пешка на черно поле d6 · черен кон на черно поле f6 · черна пешка на бяло поле g6 · черна пешка на бяло поле b5 · черна пешка на черно поле c5 · бяла пешка на бяло поле d5 · черен топ на бяло поле a4 · бяла пешка на бяло поле e4 · бяла пешка на черно поле c3 · бял офицер на бяло поле d3 · бяла дама на черно поле e3 · бял кон на бяло поле f3 · бял кон на черно поле g3 · бяла пешка на бяло поле h3 · бяла пешка на черно поле b2 · бяла пешка на черно поле f2 · бяла пешка на бяло поле g2 · бял топ на бяло поле d1 · бял топ на черно поле e1 · бял цар на черно поле g1 | 1 |
|   | a | b | c | d | e | f | g | h |   |

|   | a | b | c | d | e | f | g | h |   |
| 8 | черна дама на бяло поле a8 · черен топ на черно поле f8 · черен топ на бяло поле b7 · черен офицер на бяло поле d7 · черна пешка на черно поле e7 · черна пешка на бяло поле f7 · черен цар на черно поле g7 · черна пешка на бяло поле h7 · бяла пешка на черно поле b6 · черен кон на черно поле f6 · черна пешка на бяло поле g6 · черен кон на черно поле a5 · бял кон на черно поле g5 · бяла пешка на бяло поле c4 · бяла дама на черно поле e3 · бял кон на черно поле g3 · бяла пешка на бяло поле h3 · бял топ на черно поле d2 · бяла пешка на черно поле f2 · бяла пешка на бяло поле g2 · бял топ на черно поле e1 · бял офицер на бяло поле f1 · бял цар на черно поле g1 | черна дама на бяло поле a8 · черен топ на черно поле f8 · черен топ на бяло поле b7 · черен офицер на бяло поле d7 · черна пешка на черно поле e7 · черна пешка на бяло поле f7 · черен цар на черно поле g7 · черна пешка на бяло поле h7 · бяла пешка на черно поле b6 · черен кон на черно поле f6 · черна пешка на бяло поле g6 · черен кон на черно поле a5 · бял кон на черно поле g5 · бяла пешка на бяло поле c4 · бяла дама на черно поле e3 · бял кон на черно поле g3 · бяла пешка на бяло поле h3 · бял топ на черно поле d2 · бяла пешка на черно поле f2 · бяла пешка на бяло поле g2 · бял топ на черно поле e1 · бял офицер на бяло поле f1 · бял цар на черно поле g1 | черна дама на бяло поле a8 · черен топ на черно поле f8 · черен топ на бяло поле b7 · черен офицер на бяло поле d7 · черна пешка на черно поле e7 · черна пешка на бяло поле f7 · черен цар на черно поле g7 · черна пешка на бяло поле h7 · бяла пешка на черно поле b6 · черен кон на черно поле f6 · черна пешка на бяло поле g6 · черен кон на черно поле a5 · бял кон на черно поле g5 · бяла пешка на бяло поле c4 · бяла дама на черно поле e3 · бял кон на черно поле g3 · бяла пешка на бяло поле h3 · бял топ на черно поле d2 · бяла пешка на черно поле f2 · бяла пешка на бяло поле g2 · бял топ на черно поле e1 · бял офицер на бяло поле f1 · бял цар на черно поле g1 | черна дама на бяло поле a8 · черен топ на черно поле f8 · черен топ на бяло поле b7 · черен офицер на бяло поле d7 · черна пешка на черно поле e7 · черна пешка на бяло поле f7 · черен цар на черно поле g7 · черна пешка на бяло поле h7 · бяла пешка на черно поле b6 · черен кон на черно поле f6 · черна пешка на бяло поле g6 · черен кон на черно поле a5 · бял кон на черно поле g5 · бяла пешка на бяло поле c4 · бяла дама на черно поле e3 · бял кон на черно поле g3 · бяла пешка на бяло поле h3 · бял топ на черно поле d2 · бяла пешка на черно поле f2 · бяла пешка на бяло поле g2 · бял топ на черно поле e1 · бял офицер на бяло поле f1 · бял цар на черно поле g1 | черна дама на бяло поле a8 · черен топ на черно поле f8 · черен топ на бяло поле b7 · черен офицер на бяло поле d7 · черна пешка на черно поле e7 · черна пешка на бяло поле f7 · черен цар на черно поле g7 · черна пешка на бяло поле h7 · бяла пешка на черно поле b6 · черен кон на черно поле f6 · черна пешка на бяло поле g6 · черен кон на черно поле a5 · бял кон на черно поле g5 · бяла пешка на бяло поле c4 · бяла дама на черно поле e3 · бял кон на черно поле g3 · бяла пешка на бяло поле h3 · бял топ на черно поле d2 · бяла пешка на черно поле f2 · бяла пешка на бяло поле g2 · бял топ на черно поле e1 · бял офицер на бяло поле f1 · бял цар на черно поле g1 | черна дама на бяло поле a8 · черен топ на черно поле f8 · черен топ на бяло поле b7 · черен офицер на бяло поле d7 · черна пешка на черно поле e7 · черна пешка на бяло поле f7 · черен цар на черно поле g7 · черна пешка на бяло поле h7 · бяла пешка на черно поле b6 · черен кон на черно поле f6 · черна пешка на бяло поле g6 · черен кон на черно поле a5 · бял кон на черно поле g5 · бяла пешка на бяло поле c4 · бяла дама на черно поле e3 · бял кон на черно поле g3 · бяла пешка на бяло поле h3 · бял топ на черно поле d2 · бяла пешка на черно поле f2 · бяла пешка на бяло поле g2 · бял топ на черно поле e1 · бял офицер на бяло поле f1 · бял цар на черно поле g1 | черна дама на бяло поле a8 · черен топ на черно поле f8 · черен топ на бяло поле b7 · черен офицер на бяло поле d7 · черна пешка на черно поле e7 · черна пешка на бяло поле f7 · черен цар на черно поле g7 · черна пешка на бяло поле h7 · бяла пешка на черно поле b6 · черен кон на черно поле f6 · черна пешка на бяло поле g6 · черен кон на черно поле a5 · бял кон на черно поле g5 · бяла пешка на бяло поле c4 · бяла дама на черно поле e3 · бял кон на черно поле g3 · бяла пешка на бяло поле h3 · бял топ на черно поле d2 · бяла пешка на черно поле f2 · бяла пешка на бяло поле g2 · бял топ на черно поле e1 · бял офицер на бяло поле f1 · бял цар на черно поле g1 | черна дама на бяло поле a8 · черен топ на черно поле f8 · черен топ на бяло поле b7 · черен офицер на бяло поле d7 · черна пешка на черно поле e7 · черна пешка на бяло поле f7 · черен цар на черно поле g7 · черна пешка на бяло поле h7 · бяла пешка на черно поле b6 · черен кон на черно поле f6 · черна пешка на бяло поле g6 · черен кон на черно поле a5 · бял кон на черно поле g5 · бяла пешка на бяло поле c4 · бяла дама на черно поле e3 · бял кон на черно поле g3 · бяла пешка на бяло поле h3 · бял топ на черно поле d2 · бяла пешка на черно поле f2 · бяла пешка на бяло поле g2 · бял топ на черно поле e1 · бял офицер на бяло поле f1 · бял цар на черно поле g1 | 8 |
| 7 | черна дама на бяло поле a8 · черен топ на черно поле f8 · черен топ на бяло поле b7 · черен офицер на бяло поле d7 · черна пешка на черно поле e7 · черна пешка на бяло поле f7 · черен цар на черно поле g7 · черна пешка на бяло поле h7 · бяла пешка на черно поле b6 · черен кон на черно поле f6 · черна пешка на бяло поле g6 · черен кон на черно поле a5 · бял кон на черно поле g5 · бяла пешка на бяло поле c4 · бяла дама на черно поле e3 · бял кон на черно поле g3 · бяла пешка на бяло поле h3 · бял топ на черно поле d2 · бяла пешка на черно поле f2 · бяла пешка на бяло поле g2 · бял топ на черно поле e1 · бял офицер на бяло поле f1 · бял цар на черно поле g1 | черна дама на бяло поле a8 · черен топ на черно поле f8 · черен топ на бяло поле b7 · черен офицер на бяло поле d7 · черна пешка на черно поле e7 · черна пешка на бяло поле f7 · черен цар на черно поле g7 · черна пешка на бяло поле h7 · бяла пешка на черно поле b6 · черен кон на черно поле f6 · черна пешка на бяло поле g6 · черен кон на черно поле a5 · бял кон на черно поле g5 · бяла пешка на бяло поле c4 · бяла дама на черно поле e3 · бял кон на черно поле g3 · бяла пешка на бяло поле h3 · бял топ на черно поле d2 · бяла пешка на черно поле f2 · бяла пешка на бяло поле g2 · бял топ на черно поле e1 · бял офицер на бяло поле f1 · бял цар на черно поле g1 | черна дама на бяло поле a8 · черен топ на черно поле f8 · черен топ на бяло поле b7 · черен офицер на бяло поле d7 · черна пешка на черно поле e7 · черна пешка на бяло поле f7 · черен цар на черно поле g7 · черна пешка на бяло поле h7 · бяла пешка на черно поле b6 · черен кон на черно поле f6 · черна пешка на бяло поле g6 · черен кон на черно поле a5 · бял кон на черно поле g5 · бяла пешка на бяло поле c4 · бяла дама на черно поле e3 · бял кон на черно поле g3 · бяла пешка на бяло поле h3 · бял топ на черно поле d2 · бяла пешка на черно поле f2 · бяла пешка на бяло поле g2 · бял топ на черно поле e1 · бял офицер на бяло поле f1 · бял цар на черно поле g1 | черна дама на бяло поле a8 · черен топ на черно поле f8 · черен топ на бяло поле b7 · черен офицер на бяло поле d7 · черна пешка на черно поле e7 · черна пешка на бяло поле f7 · черен цар на черно поле g7 · черна пешка на бяло поле h7 · бяла пешка на черно поле b6 · черен кон на черно поле f6 · черна пешка на бяло поле g6 · черен кон на черно поле a5 · бял кон на черно поле g5 · бяла пешка на бяло поле c4 · бяла дама на черно поле e3 · бял кон на черно поле g3 · бяла пешка на бяло поле h3 · бял топ на черно поле d2 · бяла пешка на черно поле f2 · бяла пешка на бяло поле g2 · бял топ на черно поле e1 · бял офицер на бяло поле f1 · бял цар на черно поле g1 | черна дама на бяло поле a8 · черен топ на черно поле f8 · черен топ на бяло поле b7 · черен офицер на бяло поле d7 · черна пешка на черно поле e7 · черна пешка на бяло поле f7 · черен цар на черно поле g7 · черна пешка на бяло поле h7 · бяла пешка на черно поле b6 · черен кон на черно поле f6 · черна пешка на бяло поле g6 · черен кон на черно поле a5 · бял кон на черно поле g5 · бяла пешка на бяло поле c4 · бяла дама на черно поле e3 · бял кон на черно поле g3 · бяла пешка на бяло поле h3 · бял топ на черно поле d2 · бяла пешка на черно поле f2 · бяла пешка на бяло поле g2 · бял топ на черно поле e1 · бял офицер на бяло поле f1 · бял цар на черно поле g1 | черна дама на бяло поле a8 · черен топ на черно поле f8 · черен топ на бяло поле b7 · черен офицер на бяло поле d7 · черна пешка на черно поле e7 · черна пешка на бяло поле f7 · черен цар на черно поле g7 · черна пешка на бяло поле h7 · бяла пешка на черно поле b6 · черен кон на черно поле f6 · черна пешка на бяло поле g6 · черен кон на черно поле a5 · бял кон на черно поле g5 · бяла пешка на бяло поле c4 · бяла дама на черно поле e3 · бял кон на черно поле g3 · бяла пешка на бяло поле h3 · бял топ на черно поле d2 · бяла пешка на черно поле f2 · бяла пешка на бяло поле g2 · бял топ на черно поле e1 · бял офицер на бяло поле f1 · бял цар на черно поле g1 | черна дама на бяло поле a8 · черен топ на черно поле f8 · черен топ на бяло поле b7 · черен офицер на бяло поле d7 · черна пешка на черно поле e7 · черна пешка на бяло поле f7 · черен цар на черно поле g7 · черна пешка на бяло поле h7 · бяла пешка на черно поле b6 · черен кон на черно поле f6 · черна пешка на бяло поле g6 · черен кон на черно поле a5 · бял кон на черно поле g5 · бяла пешка на бяло поле c4 · бяла дама на черно поле e3 · бял кон на черно поле g3 · бяла пешка на бяло поле h3 · бял топ на черно поле d2 · бяла пешка на черно поле f2 · бяла пешка на бяло поле g2 · бял топ на черно поле e1 · бял офицер на бяло поле f1 · бял цар на черно поле g1 | черна дама на бяло поле a8 · черен топ на черно поле f8 · черен топ на бяло поле b7 · черен офицер на бяло поле d7 · черна пешка на черно поле e7 · черна пешка на бяло поле f7 · черен цар на черно поле g7 · черна пешка на бяло поле h7 · бяла пешка на черно поле b6 · черен кон на черно поле f6 · черна пешка на бяло поле g6 · черен кон на черно поле a5 · бял кон на черно поле g5 · бяла пешка на бяло поле c4 · бяла дама на черно поле e3 · бял кон на черно поле g3 · бяла пешка на бяло поле h3 · бял топ на черно поле d2 · бяла пешка на черно поле f2 · бяла пешка на бяло поле g2 · бял топ на черно поле e1 · бял офицер на бяло поле f1 · бял цар на черно поле g1 | 7 |
| 6 | черна дама на бяло поле a8 · черен топ на черно поле f8 · черен топ на бяло поле b7 · черен офицер на бяло поле d7 · черна пешка на черно поле e7 · черна пешка на бяло поле f7 · черен цар на черно поле g7 · черна пешка на бяло поле h7 · бяла пешка на черно поле b6 · черен кон на черно поле f6 · черна пешка на бяло поле g6 · черен кон на черно поле a5 · бял кон на черно поле g5 · бяла пешка на бяло поле c4 · бяла дама на черно поле e3 · бял кон на черно поле g3 · бяла пешка на бяло поле h3 · бял топ на черно поле d2 · бяла пешка на черно поле f2 · бяла пешка на бяло поле g2 · бял топ на черно поле e1 · бял офицер на бяло поле f1 · бял цар на черно поле g1 | черна дама на бяло поле a8 · черен топ на черно поле f8 · черен топ на бяло поле b7 · черен офицер на бяло поле d7 · черна пешка на черно поле e7 · черна пешка на бяло поле f7 · черен цар на черно поле g7 · черна пешка на бяло поле h7 · бяла пешка на черно поле b6 · черен кон на черно поле f6 · черна пешка на бяло поле g6 · черен кон на черно поле a5 · бял кон на черно поле g5 · бяла пешка на бяло поле c4 · бяла дама на черно поле e3 · бял кон на черно поле g3 · бяла пешка на бяло поле h3 · бял топ на черно поле d2 · бяла пешка на черно поле f2 · бяла пешка на бяло поле g2 · бял топ на черно поле e1 · бял офицер на бяло поле f1 · бял цар на черно поле g1 | черна дама на бяло поле a8 · черен топ на черно поле f8 · черен топ на бяло поле b7 · черен офицер на бяло поле d7 · черна пешка на черно поле e7 · черна пешка на бяло поле f7 · черен цар на черно поле g7 · черна пешка на бяло поле h7 · бяла пешка на черно поле b6 · черен кон на черно поле f6 · черна пешка на бяло поле g6 · черен кон на черно поле a5 · бял кон на черно поле g5 · бяла пешка на бяло поле c4 · бяла дама на черно поле e3 · бял кон на черно поле g3 · бяла пешка на бяло поле h3 · бял топ на черно поле d2 · бяла пешка на черно поле f2 · бяла пешка на бяло поле g2 · бял топ на черно поле e1 · бял офицер на бяло поле f1 · бял цар на черно поле g1 | черна дама на бяло поле a8 · черен топ на черно поле f8 · черен топ на бяло поле b7 · черен офицер на бяло поле d7 · черна пешка на черно поле e7 · черна пешка на бяло поле f7 · черен цар на черно поле g7 · черна пешка на бяло поле h7 · бяла пешка на черно поле b6 · черен кон на черно поле f6 · черна пешка на бяло поле g6 · черен кон на черно поле a5 · бял кон на черно поле g5 · бяла пешка на бяло поле c4 · бяла дама на черно поле e3 · бял кон на черно поле g3 · бяла пешка на бяло поле h3 · бял топ на черно поле d2 · бяла пешка на черно поле f2 · бяла пешка на бяло поле g2 · бял топ на черно поле e1 · бял офицер на бяло поле f1 · бял цар на черно поле g1 | черна дама на бяло поле a8 · черен топ на черно поле f8 · черен топ на бяло поле b7 · черен офицер на бяло поле d7 · черна пешка на черно поле e7 · черна пешка на бяло поле f7 · черен цар на черно поле g7 · черна пешка на бяло поле h7 · бяла пешка на черно поле b6 · черен кон на черно поле f6 · черна пешка на бяло поле g6 · черен кон на черно поле a5 · бял кон на черно поле g5 · бяла пешка на бяло поле c4 · бяла дама на черно поле e3 · бял кон на черно поле g3 · бяла пешка на бяло поле h3 · бял топ на черно поле d2 · бяла пешка на черно поле f2 · бяла пешка на бяло поле g2 · бял топ на черно поле e1 · бял офицер на бяло поле f1 · бял цар на черно поле g1 | черна дама на бяло поле a8 · черен топ на черно поле f8 · черен топ на бяло поле b7 · черен офицер на бяло поле d7 · черна пешка на черно поле e7 · черна пешка на бяло поле f7 · черен цар на черно поле g7 · черна пешка на бяло поле h7 · бяла пешка на черно поле b6 · черен кон на черно поле f6 · черна пешка на бяло поле g6 · черен кон на черно поле a5 · бял кон на черно поле g5 · бяла пешка на бяло поле c4 · бяла дама на черно поле e3 · бял кон на черно поле g3 · бяла пешка на бяло поле h3 · бял топ на черно поле d2 · бяла пешка на черно поле f2 · бяла пешка на бяло поле g2 · бял топ на черно поле e1 · бял офицер на бяло поле f1 · бял цар на черно поле g1 | черна дама на бяло поле a8 · черен топ на черно поле f8 · черен топ на бяло поле b7 · черен офицер на бяло поле d7 · черна пешка на черно поле e7 · черна пешка на бяло поле f7 · черен цар на черно поле g7 · черна пешка на бяло поле h7 · бяла пешка на черно поле b6 · черен кон на черно поле f6 · черна пешка на бяло поле g6 · черен кон на черно поле a5 · бял кон на черно поле g5 · бяла пешка на бяло поле c4 · бяла дама на черно поле e3 · бял кон на черно поле g3 · бяла пешка на бяло поле h3 · бял топ на черно поле d2 · бяла пешка на черно поле f2 · бяла пешка на бяло поле g2 · бял топ на черно поле e1 · бял офицер на бяло поле f1 · бял цар на черно поле g1 | черна дама на бяло поле a8 · черен топ на черно поле f8 · черен топ на бяло поле b7 · черен офицер на бяло поле d7 · черна пешка на черно поле e7 · черна пешка на бяло поле f7 · черен цар на черно поле g7 · черна пешка на бяло поле h7 · бяла пешка на черно поле b6 · черен кон на черно поле f6 · черна пешка на бяло поле g6 · черен кон на черно поле a5 · бял кон на черно поле g5 · бяла пешка на бяло поле c4 · бяла дама на черно поле e3 · бял кон на черно поле g3 · бяла пешка на бяло поле h3 · бял топ на черно поле d2 · бяла пешка на черно поле f2 · бяла пешка на бяло поле g2 · бял топ на черно поле e1 · бял офицер на бяло поле f1 · бял цар на черно поле g1 | 6 |
| 5 | черна дама на бяло поле a8 · черен топ на черно поле f8 · черен топ на бяло поле b7 · черен офицер на бяло поле d7 · черна пешка на черно поле e7 · черна пешка на бяло поле f7 · черен цар на черно поле g7 · черна пешка на бяло поле h7 · бяла пешка на черно поле b6 · черен кон на черно поле f6 · черна пешка на бяло поле g6 · черен кон на черно поле a5 · бял кон на черно поле g5 · бяла пешка на бяло поле c4 · бяла дама на черно поле e3 · бял кон на черно поле g3 · бяла пешка на бяло поле h3 · бял топ на черно поле d2 · бяла пешка на черно поле f2 · бяла пешка на бяло поле g2 · бял топ на черно поле e1 · бял офицер на бяло поле f1 · бял цар на черно поле g1 | черна дама на бяло поле a8 · черен топ на черно поле f8 · черен топ на бяло поле b7 · черен офицер на бяло поле d7 · черна пешка на черно поле e7 · черна пешка на бяло поле f7 · черен цар на черно поле g7 · черна пешка на бяло поле h7 · бяла пешка на черно поле b6 · черен кон на черно поле f6 · черна пешка на бяло поле g6 · черен кон на черно поле a5 · бял кон на черно поле g5 · бяла пешка на бяло поле c4 · бяла дама на черно поле e3 · бял кон на черно поле g3 · бяла пешка на бяло поле h3 · бял топ на черно поле d2 · бяла пешка на черно поле f2 · бяла пешка на бяло поле g2 · бял топ на черно поле e1 · бял офицер на бяло поле f1 · бял цар на черно поле g1 | черна дама на бяло поле a8 · черен топ на черно поле f8 · черен топ на бяло поле b7 · черен офицер на бяло поле d7 · черна пешка на черно поле e7 · черна пешка на бяло поле f7 · черен цар на черно поле g7 · черна пешка на бяло поле h7 · бяла пешка на черно поле b6 · черен кон на черно поле f6 · черна пешка на бяло поле g6 · черен кон на черно поле a5 · бял кон на черно поле g5 · бяла пешка на бяло поле c4 · бяла дама на черно поле e3 · бял кон на черно поле g3 · бяла пешка на бяло поле h3 · бял топ на черно поле d2 · бяла пешка на черно поле f2 · бяла пешка на бяло поле g2 · бял топ на черно поле e1 · бял офицер на бяло поле f1 · бял цар на черно поле g1 | черна дама на бяло поле a8 · черен топ на черно поле f8 · черен топ на бяло поле b7 · черен офицер на бяло поле d7 · черна пешка на черно поле e7 · черна пешка на бяло поле f7 · черен цар на черно поле g7 · черна пешка на бяло поле h7 · бяла пешка на черно поле b6 · черен кон на черно поле f6 · черна пешка на бяло поле g6 · черен кон на черно поле a5 · бял кон на черно поле g5 · бяла пешка на бяло поле c4 · бяла дама на черно поле e3 · бял кон на черно поле g3 · бяла пешка на бяло поле h3 · бял топ на черно поле d2 · бяла пешка на черно поле f2 · бяла пешка на бяло поле g2 · бял топ на черно поле e1 · бял офицер на бяло поле f1 · бял цар на черно поле g1 | черна дама на бяло поле a8 · черен топ на черно поле f8 · черен топ на бяло поле b7 · черен офицер на бяло поле d7 · черна пешка на черно поле e7 · черна пешка на бяло поле f7 · черен цар на черно поле g7 · черна пешка на бяло поле h7 · бяла пешка на черно поле b6 · черен кон на черно поле f6 · черна пешка на бяло поле g6 · черен кон на черно поле a5 · бял кон на черно поле g5 · бяла пешка на бяло поле c4 · бяла дама на черно поле e3 · бял кон на черно поле g3 · бяла пешка на бяло поле h3 · бял топ на черно поле d2 · бяла пешка на черно поле f2 · бяла пешка на бяло поле g2 · бял топ на черно поле e1 · бял офицер на бяло поле f1 · бял цар на черно поле g1 | черна дама на бяло поле a8 · черен топ на черно поле f8 · черен топ на бяло поле b7 · черен офицер на бяло поле d7 · черна пешка на черно поле e7 · черна пешка на бяло поле f7 · черен цар на черно поле g7 · черна пешка на бяло поле h7 · бяла пешка на черно поле b6 · черен кон на черно поле f6 · черна пешка на бяло поле g6 · черен кон на черно поле a5 · бял кон на черно поле g5 · бяла пешка на бяло поле c4 · бяла дама на черно поле e3 · бял кон на черно поле g3 · бяла пешка на бяло поле h3 · бял топ на черно поле d2 · бяла пешка на черно поле f2 · бяла пешка на бяло поле g2 · бял топ на черно поле e1 · бял офицер на бяло поле f1 · бял цар на черно поле g1 | черна дама на бяло поле a8 · черен топ на черно поле f8 · черен топ на бяло поле b7 · черен офицер на бяло поле d7 · черна пешка на черно поле e7 · черна пешка на бяло поле f7 · черен цар на черно поле g7 · черна пешка на бяло поле h7 · бяла пешка на черно поле b6 · черен кон на черно поле f6 · черна пешка на бяло поле g6 · черен кон на черно поле a5 · бял кон на черно поле g5 · бяла пешка на бяло поле c4 · бяла дама на черно поле e3 · бял кон на черно поле g3 · бяла пешка на бяло поле h3 · бял топ на черно поле d2 · бяла пешка на черно поле f2 · бяла пешка на бяло поле g2 · бял топ на черно поле e1 · бял офицер на бяло поле f1 · бял цар на черно поле g1 | черна дама на бяло поле a8 · черен топ на черно поле f8 · черен топ на бяло поле b7 · черен офицер на бяло поле d7 · черна пешка на черно поле e7 · черна пешка на бяло поле f7 · черен цар на черно поле g7 · черна пешка на бяло поле h7 · бяла пешка на черно поле b6 · черен кон на черно поле f6 · черна пешка на бяло поле g6 · черен кон на черно поле a5 · бял кон на черно поле g5 · бяла пешка на бяло поле c4 · бяла дама на черно поле e3 · бял кон на черно поле g3 · бяла пешка на бяло поле h3 · бял топ на черно поле d2 · бяла пешка на черно поле f2 · бяла пешка на бяло поле g2 · бял топ на черно поле e1 · бял офицер на бяло поле f1 · бял цар на черно поле g1 | 5 |
| 4 | черна дама на бяло поле a8 · черен топ на черно поле f8 · черен топ на бяло поле b7 · черен офицер на бяло поле d7 · черна пешка на черно поле e7 · черна пешка на бяло поле f7 · черен цар на черно поле g7 · черна пешка на бяло поле h7 · бяла пешка на черно поле b6 · черен кон на черно поле f6 · черна пешка на бяло поле g6 · черен кон на черно поле a5 · бял кон на черно поле g5 · бяла пешка на бяло поле c4 · бяла дама на черно поле e3 · бял кон на черно поле g3 · бяла пешка на бяло поле h3 · бял топ на черно поле d2 · бяла пешка на черно поле f2 · бяла пешка на бяло поле g2 · бял топ на черно поле e1 · бял офицер на бяло поле f1 · бял цар на черно поле g1 | черна дама на бяло поле a8 · черен топ на черно поле f8 · черен топ на бяло поле b7 · черен офицер на бяло поле d7 · черна пешка на черно поле e7 · черна пешка на бяло поле f7 · черен цар на черно поле g7 · черна пешка на бяло поле h7 · бяла пешка на черно поле b6 · черен кон на черно поле f6 · черна пешка на бяло поле g6 · черен кон на черно поле a5 · бял кон на черно поле g5 · бяла пешка на бяло поле c4 · бяла дама на черно поле e3 · бял кон на черно поле g3 · бяла пешка на бяло поле h3 · бял топ на черно поле d2 · бяла пешка на черно поле f2 · бяла пешка на бяло поле g2 · бял топ на черно поле e1 · бял офицер на бяло поле f1 · бял цар на черно поле g1 | черна дама на бяло поле a8 · черен топ на черно поле f8 · черен топ на бяло поле b7 · черен офицер на бяло поле d7 · черна пешка на черно поле e7 · черна пешка на бяло поле f7 · черен цар на черно поле g7 · черна пешка на бяло поле h7 · бяла пешка на черно поле b6 · черен кон на черно поле f6 · черна пешка на бяло поле g6 · черен кон на черно поле a5 · бял кон на черно поле g5 · бяла пешка на бяло поле c4 · бяла дама на черно поле e3 · бял кон на черно поле g3 · бяла пешка на бяло поле h3 · бял топ на черно поле d2 · бяла пешка на черно поле f2 · бяла пешка на бяло поле g2 · бял топ на черно поле e1 · бял офицер на бяло поле f1 · бял цар на черно поле g1 | черна дама на бяло поле a8 · черен топ на черно поле f8 · черен топ на бяло поле b7 · черен офицер на бяло поле d7 · черна пешка на черно поле e7 · черна пешка на бяло поле f7 · черен цар на черно поле g7 · черна пешка на бяло поле h7 · бяла пешка на черно поле b6 · черен кон на черно поле f6 · черна пешка на бяло поле g6 · черен кон на черно поле a5 · бял кон на черно поле g5 · бяла пешка на бяло поле c4 · бяла дама на черно поле e3 · бял кон на черно поле g3 · бяла пешка на бяло поле h3 · бял топ на черно поле d2 · бяла пешка на черно поле f2 · бяла пешка на бяло поле g2 · бял топ на черно поле e1 · бял офицер на бяло поле f1 · бял цар на черно поле g1 | черна дама на бяло поле a8 · черен топ на черно поле f8 · черен топ на бяло поле b7 · черен офицер на бяло поле d7 · черна пешка на черно поле e7 · черна пешка на бяло поле f7 · черен цар на черно поле g7 · черна пешка на бяло поле h7 · бяла пешка на черно поле b6 · черен кон на черно поле f6 · черна пешка на бяло поле g6 · черен кон на черно поле a5 · бял кон на черно поле g5 · бяла пешка на бяло поле c4 · бяла дама на черно поле e3 · бял кон на черно поле g3 · бяла пешка на бяло поле h3 · бял топ на черно поле d2 · бяла пешка на черно поле f2 · бяла пешка на бяло поле g2 · бял топ на черно поле e1 · бял офицер на бяло поле f1 · бял цар на черно поле g1 | черна дама на бяло поле a8 · черен топ на черно поле f8 · черен топ на бяло поле b7 · черен офицер на бяло поле d7 · черна пешка на черно поле e7 · черна пешка на бяло поле f7 · черен цар на черно поле g7 · черна пешка на бяло поле h7 · бяла пешка на черно поле b6 · черен кон на черно поле f6 · черна пешка на бяло поле g6 · черен кон на черно поле a5 · бял кон на черно поле g5 · бяла пешка на бяло поле c4 · бяла дама на черно поле e3 · бял кон на черно поле g3 · бяла пешка на бяло поле h3 · бял топ на черно поле d2 · бяла пешка на черно поле f2 · бяла пешка на бяло поле g2 · бял топ на черно поле e1 · бял офицер на бяло поле f1 · бял цар на черно поле g1 | черна дама на бяло поле a8 · черен топ на черно поле f8 · черен топ на бяло поле b7 · черен офицер на бяло поле d7 · черна пешка на черно поле e7 · черна пешка на бяло поле f7 · черен цар на черно поле g7 · черна пешка на бяло поле h7 · бяла пешка на черно поле b6 · черен кон на черно поле f6 · черна пешка на бяло поле g6 · черен кон на черно поле a5 · бял кон на черно поле g5 · бяла пешка на бяло поле c4 · бяла дама на черно поле e3 · бял кон на черно поле g3 · бяла пешка на бяло поле h3 · бял топ на черно поле d2 · бяла пешка на черно поле f2 · бяла пешка на бяло поле g2 · бял топ на черно поле e1 · бял офицер на бяло поле f1 · бял цар на черно поле g1 | черна дама на бяло поле a8 · черен топ на черно поле f8 · черен топ на бяло поле b7 · черен офицер на бяло поле d7 · черна пешка на черно поле e7 · черна пешка на бяло поле f7 · черен цар на черно поле g7 · черна пешка на бяло поле h7 · бяла пешка на черно поле b6 · черен кон на черно поле f6 · черна пешка на бяло поле g6 · черен кон на черно поле a5 · бял кон на черно поле g5 · бяла пешка на бяло поле c4 · бяла дама на черно поле e3 · бял кон на черно поле g3 · бяла пешка на бяло поле h3 · бял топ на черно поле d2 · бяла пешка на черно поле f2 · бяла пешка на бяло поле g2 · бял топ на черно поле e1 · бял офицер на бяло поле f1 · бял цар на черно поле g1 | 4 |
| 3 | черна дама на бяло поле a8 · черен топ на черно поле f8 · черен топ на бяло поле b7 · черен офицер на бяло поле d7 · черна пешка на черно поле e7 · черна пешка на бяло поле f7 · черен цар на черно поле g7 · черна пешка на бяло поле h7 · бяла пешка на черно поле b6 · черен кон на черно поле f6 · черна пешка на бяло поле g6 · черен кон на черно поле a5 · бял кон на черно поле g5 · бяла пешка на бяло поле c4 · бяла дама на черно поле e3 · бял кон на черно поле g3 · бяла пешка на бяло поле h3 · бял топ на черно поле d2 · бяла пешка на черно поле f2 · бяла пешка на бяло поле g2 · бял топ на черно поле e1 · бял офицер на бяло поле f1 · бял цар на черно поле g1 | черна дама на бяло поле a8 · черен топ на черно поле f8 · черен топ на бяло поле b7 · черен офицер на бяло поле d7 · черна пешка на черно поле e7 · черна пешка на бяло поле f7 · черен цар на черно поле g7 · черна пешка на бяло поле h7 · бяла пешка на черно поле b6 · черен кон на черно поле f6 · черна пешка на бяло поле g6 · черен кон на черно поле a5 · бял кон на черно поле g5 · бяла пешка на бяло поле c4 · бяла дама на черно поле e3 · бял кон на черно поле g3 · бяла пешка на бяло поле h3 · бял топ на черно поле d2 · бяла пешка на черно поле f2 · бяла пешка на бяло поле g2 · бял топ на черно поле e1 · бял офицер на бяло поле f1 · бял цар на черно поле g1 | черна дама на бяло поле a8 · черен топ на черно поле f8 · черен топ на бяло поле b7 · черен офицер на бяло поле d7 · черна пешка на черно поле e7 · черна пешка на бяло поле f7 · черен цар на черно поле g7 · черна пешка на бяло поле h7 · бяла пешка на черно поле b6 · черен кон на черно поле f6 · черна пешка на бяло поле g6 · черен кон на черно поле a5 · бял кон на черно поле g5 · бяла пешка на бяло поле c4 · бяла дама на черно поле e3 · бял кон на черно поле g3 · бяла пешка на бяло поле h3 · бял топ на черно поле d2 · бяла пешка на черно поле f2 · бяла пешка на бяло поле g2 · бял топ на черно поле e1 · бял офицер на бяло поле f1 · бял цар на черно поле g1 | черна дама на бяло поле a8 · черен топ на черно поле f8 · черен топ на бяло поле b7 · черен офицер на бяло поле d7 · черна пешка на черно поле e7 · черна пешка на бяло поле f7 · черен цар на черно поле g7 · черна пешка на бяло поле h7 · бяла пешка на черно поле b6 · черен кон на черно поле f6 · черна пешка на бяло поле g6 · черен кон на черно поле a5 · бял кон на черно поле g5 · бяла пешка на бяло поле c4 · бяла дама на черно поле e3 · бял кон на черно поле g3 · бяла пешка на бяло поле h3 · бял топ на черно поле d2 · бяла пешка на черно поле f2 · бяла пешка на бяло поле g2 · бял топ на черно поле e1 · бял офицер на бяло поле f1 · бял цар на черно поле g1 | черна дама на бяло поле a8 · черен топ на черно поле f8 · черен топ на бяло поле b7 · черен офицер на бяло поле d7 · черна пешка на черно поле e7 · черна пешка на бяло поле f7 · черен цар на черно поле g7 · черна пешка на бяло поле h7 · бяла пешка на черно поле b6 · черен кон на черно поле f6 · черна пешка на бяло поле g6 · черен кон на черно поле a5 · бял кон на черно поле g5 · бяла пешка на бяло поле c4 · бяла дама на черно поле e3 · бял кон на черно поле g3 · бяла пешка на бяло поле h3 · бял топ на черно поле d2 · бяла пешка на черно поле f2 · бяла пешка на бяло поле g2 · бял топ на черно поле e1 · бял офицер на бяло поле f1 · бял цар на черно поле g1 | черна дама на бяло поле a8 · черен топ на черно поле f8 · черен топ на бяло поле b7 · черен офицер на бяло поле d7 · черна пешка на черно поле e7 · черна пешка на бяло поле f7 · черен цар на черно поле g7 · черна пешка на бяло поле h7 · бяла пешка на черно поле b6 · черен кон на черно поле f6 · черна пешка на бяло поле g6 · черен кон на черно поле a5 · бял кон на черно поле g5 · бяла пешка на бяло поле c4 · бяла дама на черно поле e3 · бял кон на черно поле g3 · бяла пешка на бяло поле h3 · бял топ на черно поле d2 · бяла пешка на черно поле f2 · бяла пешка на бяло поле g2 · бял топ на черно поле e1 · бял офицер на бяло поле f1 · бял цар на черно поле g1 | черна дама на бяло поле a8 · черен топ на черно поле f8 · черен топ на бяло поле b7 · черен офицер на бяло поле d7 · черна пешка на черно поле e7 · черна пешка на бяло поле f7 · черен цар на черно поле g7 · черна пешка на бяло поле h7 · бяла пешка на черно поле b6 · черен кон на черно поле f6 · черна пешка на бяло поле g6 · черен кон на черно поле a5 · бял кон на черно поле g5 · бяла пешка на бяло поле c4 · бяла дама на черно поле e3 · бял кон на черно поле g3 · бяла пешка на бяло поле h3 · бял топ на черно поле d2 · бяла пешка на черно поле f2 · бяла пешка на бяло поле g2 · бял топ на черно поле e1 · бял офицер на бяло поле f1 · бял цар на черно поле g1 | черна дама на бяло поле a8 · черен топ на черно поле f8 · черен топ на бяло поле b7 · черен офицер на бяло поле d7 · черна пешка на черно поле e7 · черна пешка на бяло поле f7 · черен цар на черно поле g7 · черна пешка на бяло поле h7 · бяла пешка на черно поле b6 · черен кон на черно поле f6 · черна пешка на бяло поле g6 · черен кон на черно поле a5 · бял кон на черно поле g5 · бяла пешка на бяло поле c4 · бяла дама на черно поле e3 · бял кон на черно поле g3 · бяла пешка на бяло поле h3 · бял топ на черно поле d2 · бяла пешка на черно поле f2 · бяла пешка на бяло поле g2 · бял топ на черно поле e1 · бял офицер на бяло поле f1 · бял цар на черно поле g1 | 3 |
| 2 | черна дама на бяло поле a8 · черен топ на черно поле f8 · черен топ на бяло поле b7 · черен офицер на бяло поле d7 · черна пешка на черно поле e7 · черна пешка на бяло поле f7 · черен цар на черно поле g7 · черна пешка на бяло поле h7 · бяла пешка на черно поле b6 · черен кон на черно поле f6 · черна пешка на бяло поле g6 · черен кон на черно поле a5 · бял кон на черно поле g5 · бяла пешка на бяло поле c4 · бяла дама на черно поле e3 · бял кон на черно поле g3 · бяла пешка на бяло поле h3 · бял топ на черно поле d2 · бяла пешка на черно поле f2 · бяла пешка на бяло поле g2 · бял топ на черно поле e1 · бял офицер на бяло поле f1 · бял цар на черно поле g1 | черна дама на бяло поле a8 · черен топ на черно поле f8 · черен топ на бяло поле b7 · черен офицер на бяло поле d7 · черна пешка на черно поле e7 · черна пешка на бяло поле f7 · черен цар на черно поле g7 · черна пешка на бяло поле h7 · бяла пешка на черно поле b6 · черен кон на черно поле f6 · черна пешка на бяло поле g6 · черен кон на черно поле a5 · бял кон на черно поле g5 · бяла пешка на бяло поле c4 · бяла дама на черно поле e3 · бял кон на черно поле g3 · бяла пешка на бяло поле h3 · бял топ на черно поле d2 · бяла пешка на черно поле f2 · бяла пешка на бяло поле g2 · бял топ на черно поле e1 · бял офицер на бяло поле f1 · бял цар на черно поле g1 | черна дама на бяло поле a8 · черен топ на черно поле f8 · черен топ на бяло поле b7 · черен офицер на бяло поле d7 · черна пешка на черно поле e7 · черна пешка на бяло поле f7 · черен цар на черно поле g7 · черна пешка на бяло поле h7 · бяла пешка на черно поле b6 · черен кон на черно поле f6 · черна пешка на бяло поле g6 · черен кон на черно поле a5 · бял кон на черно поле g5 · бяла пешка на бяло поле c4 · бяла дама на черно поле e3 · бял кон на черно поле g3 · бяла пешка на бяло поле h3 · бял топ на черно поле d2 · бяла пешка на черно поле f2 · бяла пешка на бяло поле g2 · бял топ на черно поле e1 · бял офицер на бяло поле f1 · бял цар на черно поле g1 | черна дама на бяло поле a8 · черен топ на черно поле f8 · черен топ на бяло поле b7 · черен офицер на бяло поле d7 · черна пешка на черно поле e7 · черна пешка на бяло поле f7 · черен цар на черно поле g7 · черна пешка на бяло поле h7 · бяла пешка на черно поле b6 · черен кон на черно поле f6 · черна пешка на бяло поле g6 · черен кон на черно поле a5 · бял кон на черно поле g5 · бяла пешка на бяло поле c4 · бяла дама на черно поле e3 · бял кон на черно поле g3 · бяла пешка на бяло поле h3 · бял топ на черно поле d2 · бяла пешка на черно поле f2 · бяла пешка на бяло поле g2 · бял топ на черно поле e1 · бял офицер на бяло поле f1 · бял цар на черно поле g1 | черна дама на бяло поле a8 · черен топ на черно поле f8 · черен топ на бяло поле b7 · черен офицер на бяло поле d7 · черна пешка на черно поле e7 · черна пешка на бяло поле f7 · черен цар на черно поле g7 · черна пешка на бяло поле h7 · бяла пешка на черно поле b6 · черен кон на черно поле f6 · черна пешка на бяло поле g6 · черен кон на черно поле a5 · бял кон на черно поле g5 · бяла пешка на бяло поле c4 · бяла дама на черно поле e3 · бял кон на черно поле g3 · бяла пешка на бяло поле h3 · бял топ на черно поле d2 · бяла пешка на черно поле f2 · бяла пешка на бяло поле g2 · бял топ на черно поле e1 · бял офицер на бяло поле f1 · бял цар на черно поле g1 | черна дама на бяло поле a8 · черен топ на черно поле f8 · черен топ на бяло поле b7 · черен офицер на бяло поле d7 · черна пешка на черно поле e7 · черна пешка на бяло поле f7 · черен цар на черно поле g7 · черна пешка на бяло поле h7 · бяла пешка на черно поле b6 · черен кон на черно поле f6 · черна пешка на бяло поле g6 · черен кон на черно поле a5 · бял кон на черно поле g5 · бяла пешка на бяло поле c4 · бяла дама на черно поле e3 · бял кон на черно поле g3 · бяла пешка на бяло поле h3 · бял топ на черно поле d2 · бяла пешка на черно поле f2 · бяла пешка на бяло поле g2 · бял топ на черно поле e1 · бял офицер на бяло поле f1 · бял цар на черно поле g1 | черна дама на бяло поле a8 · черен топ на черно поле f8 · черен топ на бяло поле b7 · черен офицер на бяло поле d7 · черна пешка на черно поле e7 · черна пешка на бяло поле f7 · черен цар на черно поле g7 · черна пешка на бяло поле h7 · бяла пешка на черно поле b6 · черен кон на черно поле f6 · черна пешка на бяло поле g6 · черен кон на черно поле a5 · бял кон на черно поле g5 · бяла пешка на бяло поле c4 · бяла дама на черно поле e3 · бял кон на черно поле g3 · бяла пешка на бяло поле h3 · бял топ на черно поле d2 · бяла пешка на черно поле f2 · бяла пешка на бяло поле g2 · бял топ на черно поле e1 · бял офицер на бяло поле f1 · бял цар на черно поле g1 | черна дама на бяло поле a8 · черен топ на черно поле f8 · черен топ на бяло поле b7 · черен офицер на бяло поле d7 · черна пешка на черно поле e7 · черна пешка на бяло поле f7 · черен цар на черно поле g7 · черна пешка на бяло поле h7 · бяла пешка на черно поле b6 · черен кон на черно поле f6 · черна пешка на бяло поле g6 · черен кон на черно поле a5 · бял кон на черно поле g5 · бяла пешка на бяло поле c4 · бяла дама на черно поле e3 · бял кон на черно поле g3 · бяла пешка на бяло поле h3 · бял топ на черно поле d2 · бяла пешка на черно поле f2 · бяла пешка на бяло поле g2 · бял топ на черно поле e1 · бял офицер на бяло поле f1 · бял цар на черно поле g1 | 2 |
| 1 | черна дама на бяло поле a8 · черен топ на черно поле f8 · черен топ на бяло поле b7 · черен офицер на бяло поле d7 · черна пешка на черно поле e7 · черна пешка на бяло поле f7 · черен цар на черно поле g7 · черна пешка на бяло поле h7 · бяла пешка на черно поле b6 · черен кон на черно поле f6 · черна пешка на бяло поле g6 · черен кон на черно поле a5 · бял кон на черно поле g5 · бяла пешка на бяло поле c4 · бяла дама на черно поле e3 · бял кон на черно поле g3 · бяла пешка на бяло поле h3 · бял топ на черно поле d2 · бяла пешка на черно поле f2 · бяла пешка на бяло поле g2 · бял топ на черно поле e1 · бял офицер на бяло поле f1 · бял цар на черно поле g1 | черна дама на бяло поле a8 · черен топ на черно поле f8 · черен топ на бяло поле b7 · черен офицер на бяло поле d7 · черна пешка на черно поле e7 · черна пешка на бяло поле f7 · черен цар на черно поле g7 · черна пешка на бяло поле h7 · бяла пешка на черно поле b6 · черен кон на черно поле f6 · черна пешка на бяло поле g6 · черен кон на черно поле a5 · бял кон на черно поле g5 · бяла пешка на бяло поле c4 · бяла дама на черно поле e3 · бял кон на черно поле g3 · бяла пешка на бяло поле h3 · бял топ на черно поле d2 · бяла пешка на черно поле f2 · бяла пешка на бяло поле g2 · бял топ на черно поле e1 · бял офицер на бяло поле f1 · бял цар на черно поле g1 | черна дама на бяло поле a8 · черен топ на черно поле f8 · черен топ на бяло поле b7 · черен офицер на бяло поле d7 · черна пешка на черно поле e7 · черна пешка на бяло поле f7 · черен цар на черно поле g7 · черна пешка на бяло поле h7 · бяла пешка на черно поле b6 · черен кон на черно поле f6 · черна пешка на бяло поле g6 · черен кон на черно поле a5 · бял кон на черно поле g5 · бяла пешка на бяло поле c4 · бяла дама на черно поле e3 · бял кон на черно поле g3 · бяла пешка на бяло поле h3 · бял топ на черно поле d2 · бяла пешка на черно поле f2 · бяла пешка на бяло поле g2 · бял топ на черно поле e1 · бял офицер на бяло поле f1 · бял цар на черно поле g1 | черна дама на бяло поле a8 · черен топ на черно поле f8 · черен топ на бяло поле b7 · черен офицер на бяло поле d7 · черна пешка на черно поле e7 · черна пешка на бяло поле f7 · черен цар на черно поле g7 · черна пешка на бяло поле h7 · бяла пешка на черно поле b6 · черен кон на черно поле f6 · черна пешка на бяло поле g6 · черен кон на черно поле a5 · бял кон на черно поле g5 · бяла пешка на бяло поле c4 · бяла дама на черно поле e3 · бял кон на черно поле g3 · бяла пешка на бяло поле h3 · бял топ на черно поле d2 · бяла пешка на черно поле f2 · бяла пешка на бяло поле g2 · бял топ на черно поле e1 · бял офицер на бяло поле f1 · бял цар на черно поле g1 | черна дама на бяло поле a8 · черен топ на черно поле f8 · черен топ на бяло поле b7 · черен офицер на бяло поле d7 · черна пешка на черно поле e7 · черна пешка на бяло поле f7 · черен цар на черно поле g7 · черна пешка на бяло поле h7 · бяла пешка на черно поле b6 · черен кон на черно поле f6 · черна пешка на бяло поле g6 · черен кон на черно поле a5 · бял кон на черно поле g5 · бяла пешка на бяло поле c4 · бяла дама на черно поле e3 · бял кон на черно поле g3 · бяла пешка на бяло поле h3 · бял топ на черно поле d2 · бяла пешка на черно поле f2 · бяла пешка на бяло поле g2 · бял топ на черно поле e1 · бял офицер на бяло поле f1 · бял цар на черно поле g1 | черна дама на бяло поле a8 · черен топ на черно поле f8 · черен топ на бяло поле b7 · черен офицер на бяло поле d7 · черна пешка на черно поле e7 · черна пешка на бяло поле f7 · черен цар на черно поле g7 · черна пешка на бяло поле h7 · бяла пешка на черно поле b6 · черен кон на черно поле f6 · черна пешка на бяло поле g6 · черен кон на черно поле a5 · бял кон на черно поле g5 · бяла пешка на бяло поле c4 · бяла дама на черно поле e3 · бял кон на черно поле g3 · бяла пешка на бяло поле h3 · бял топ на черно поле d2 · бяла пешка на черно поле f2 · бяла пешка на бяло поле g2 · бял топ на черно поле e1 · бял офицер на бяло поле f1 · бял цар на черно поле g1 | черна дама на бяло поле a8 · черен топ на черно поле f8 · черен топ на бяло поле b7 · черен офицер на бяло поле d7 · черна пешка на черно поле e7 · черна пешка на бяло поле f7 · черен цар на черно поле g7 · черна пешка на бяло поле h7 · бяла пешка на черно поле b6 · черен кон на черно поле f6 · черна пешка на бяло поле g6 · черен кон на черно поле a5 · бял кон на черно поле g5 · бяла пешка на бяло поле c4 · бяла дама на черно поле e3 · бял кон на черно поле g3 · бяла пешка на бяло поле h3 · бял топ на черно поле d2 · бяла пешка на черно поле f2 · бяла пешка на бяло поле g2 · бял топ на черно поле e1 · бял офицер на бяло поле f1 · бял цар на черно поле g1 | черна дама на бяло поле a8 · черен топ на черно поле f8 · черен топ на бяло поле b7 · черен офицер на бяло поле d7 · черна пешка на черно поле e7 · черна пешка на бяло поле f7 · черен цар на черно поле g7 · черна пешка на бяло поле h7 · бяла пешка на черно поле b6 · черен кон на черно поле f6 · черна пешка на бяло поле g6 · черен кон на черно поле a5 · бял кон на черно поле g5 · бяла пешка на бяло поле c4 · бяла дама на черно поле e3 · бял кон на черно поле g3 · бяла пешка на бяло поле h3 · бял топ на черно поле d2 · бяла пешка на черно поле f2 · бяла пешка на бяло поле g2 · бял топ на черно поле e1 · бял офицер на бяло поле f1 · бял цар на черно поле g1 | 1 |
|   | a | b | c | d | e | f | g | h |   |

Карпов – Корчной 1 – 0

Защита Пирц – Уфимцев, класически вариант

1. e4 d6 2. d4 Кf6 3. Кс3 g6 4. Кf3 Оg7 5. Ое2 O-O 6. O-O c5 7. d5 Ка6 8. Оf4 Кс7 9. a4 b6 10. Те1 Оb7 11. Ос4 Кh5 12. Оg5 Кf6 13. Дd3 a6 14. Таd1 Тb8 15. h3 Кd7 16. Де3 Оа8 17. Оh6 b5 18. О:g7 Ц:g7 19. Оf1 Кf6 20. a:b5 a:b5 21. Ке2 Оb7 22. Кg3 Та8 23. c3 Та4 24. Оd3 Да8 (виж диаграма 1) Белите започват печеливша атака в центъра. 25. e5! d:e5 26. Д:e5 Кс:d5 27. О:b5 Та7 28. Кh4 Ос8 29. Ое2 Ое6 30. c4 Кb4 31. Д:c5 Дb8 Карпов спечели пешка и позиционно предимство. 32. Оf1 Тс8 33. Дg5 Цh8 34. Тd2 Кс6 35. Дh6 Тg8 36. Кf3 Дf8 37. Де3 Цg7 38. Кg5 Оd7 39. b4 Да8 40. b5 Ка5 41. b6 Тb7 (виж диаграма 2). Тук партията е отложена в печеливша позиция за белите и не се доиграва – 1 : 0. 